# 魔物娘的同居日常系列角色列表
魔物娘的同居日常系列角色列表是介紹日本動漫畫《魔物娘的同居日常》及其延伸遊戲系列的登場人物。

## 来留主家
主角來留主公人的家庭，居住在埼玉縣朝霞市紋星町6-6-6號。隨著劇情進展，成為現階段劇裡已知收容最多異種族人士的寄宿家庭，同時該家庭亦被政府做為測試觀察解除《他種族間交流法》人類和異種族人士發展婚姻關係的限制的範例。
来留主公人
本作主角，性格溫和老實。足控。住家為了適合米亞等異種族居住，由政府出資進行大量改造。平常靠打工維持收入。
料理能力非常優秀，負責三餐打理，非常討厭有人浪費食材和玩弄食物，一旦發現有人做出上述行為，生氣時會變得很可怕。父母在國外出差中。
起初並不是登記在案的寄宿家庭，是墨須弄錯地方而把米亞送來公人家，但因為米亞堅持住下，墨須索性將錯就錯，正式將公人家登記為寄宿家庭，之後便因為諸多機緣陸續邂逅異種族女性，收留她們寄宿在家裡。為了能妥善照料同住的異種族女性們，也透過墨須的督促和指導，學習許多異種族的相關知識。
經常因她人造成的意外，引發了桃色事件，每天需得不斷地忍耐身體的某部分和遊走在死亡邊緣。多度從三途河畔瀕死復生，靈魂返回現世後，會忘卻於三途河畔所經歷的一切，但是當他的靈魂再度抵達三途河畔時，仍會回想起先前於三途河畔經歷的事情。對血腥事物和遺體類的抗性普通，不過對類似不死系種族特性的存在仍能若無其事的接受。
是個不太會拒絕他人請求的老好人，只要接受委託就會全力達成，長期累積的結果，造就其被拉克涅拉評為「幾近職業病程度」的認真態度。由於經常幫米亞修改衣服的尺寸，裁縫的技巧亦因此日益進步，不僅會在劇中幫助有需求的對象進行裁縫的工作（例如修改衣服尺寸和縫補斷裂的肢體等），亦養成隨身攜帶針線盒以備不時之需的習慣，甚至技術已經堪稱神級，其速度能瞬間將被分屍的奏比娜不到幾分鐘內完全復原。當他挺身悍衛他人的時候，則會爆發驚人的魄力和力量，可將兩名成年人同時揍飛。
因為其不會因為交流對象的種族而產生歧見，仍能平等相待的真誠性格，令其深受許多異種族女性信任和歡迎。但隨著住進家裡的異種族女性逐漸增加，異種族女性的爭寵糾紛、感情糾葛、逐步攀升的家庭支出，成為公人現階段最煩惱的問題。為了確認自己的感情歸屬，決定以結婚為前提，和寄宿家裡的異種族女性交往。同時隨著其歷經許多攸關異種族的事件，也逐漸培養出遭遇緊急事件能作出明確判斷和隨機應變的能力，甚至活用自己學習過的異種族知識解決問題。
對於自己中學時期有過中二病的黑歷史羞於啟齒，但由於這項經歷的影響，反令他立刻察覺拉拉亦係中二病患者。
米亞（Miia）
拉米亞族的女性，蓄著紅色過腰長髮，金色雙眼，腰部以下是紅色鱗片的蛇身。自信部位是腰部。
首位寄宿在公人家的異種族女性，和帕皮與珊卓雷雅同齡，對公人稱呼「親愛的（Darling）」。
個性活潑，對公人有著強烈的獨佔慾，但隨著住進公人家的異種族女性逐漸增加而燃起競爭意識，有時會為了排除競爭對手而顯露狡猾心機的一面。
是位於義大利的拉米亞族皇室中的公主，因為族裡需要尋覓「一族夫婿」的傳統，被族人推選為代表，前來人類社會留學交流。原本是被安排至別的寄宿家庭，但因為墨須弄錯住址而被送來公人家，後來米亞堅持住下，墨須才正式將公人家登記為寄宿家庭。其後因為愛上公人，於完成族人使命和獨自擁有後者之間掙扎，最終由於母親體諒和開解才如釋重負。
擅長爬樹和游泳，因是冷血動物，所以不能待在太低溫的地方，待在冷水池裡會溺水，弱點是尾巴末端，對血腥的事物抗性很低。受自身蛇類生理構造影響，當她在蛻皮期間受到過度壓力刺激時，會出現「蛻皮不全」的現像，同時會對自己蛻下的舊皮被其他對像看見感到尷尬。
為了和公人結婚，故開始積極訓練自己處裡家事的能力，但因為蛇類對味道的辨識度極低，所以料理能力非常糟糕。最初做出來的食物相當恐怖，經過不斷練習，能做出和食譜照片上一模一樣的食物，但是實際上還是極為難吃。喜歡的食物是蛋類（曾陰錯陽差將帕皮的無精蛋煮成水煮蛋），有著驚人的食量，但受到蛇類的肉食習性影響，無法接受全素的餐宴。
經常從網路訂購衣服，但因是人類尺寸，總是穿不下，最終由公人幫忙把衣服修改成合穿的尺寸。透過溫泉區稻禾神社當主的引薦，於後者的弟弟主持的神社擔任兼職人員，因為日本相信蛇可帶來好運的信仰文化而深受神社朝拜者歡迎。
因多種族交流法的關係而導致族內的生育問題造成族群人口不足，而受母親命令帶著公人等人回到祖國義大利，但拉米亞族的種族特性問題看到男人就會無法忍耐，因此公人都會被捲入無可避免的大混戰中，她屢屢救下了差點晚節不保的公人。拉米亞種族會議過後，協助接待前來溫泉旅館「雪之宿」團遊的族人們。
名字由來取自其種族拉米亞的後段讀音（Lamia）。
帕皮（Papi）
哈耳庇厄族的女性，外型看似剛邁入青春期的人類少女，藍色短髮，琥珀色雙眼，身材嬌小，雙臂是藍色的翅膀，腳部為鳥爪。自信部位是臀部，雙翅全長4公尺。
第二位寄宿在公人家的異種族女性，和米亞與珊卓雷雅同齡，對公人稱呼「主人（ご主人）」，並視他為哥哥。是人類的警察署署長和哈耳庇厄女性所生的女兒。
個性開朗樂觀，喜愛玩耍和照顧他人，特別是小動物、孩童、弱小的生物，經常陪伴商店街的小孩們玩耍，受到商店街店家的歡迎。能用鳥爪捉住指定對象在空中飛翔。雙翼只要吸收過多的水分就會變得很沉重，進而增加飛行的困難度。受生理構造影響，無法穿著有袖子的衣服，持有或拾起體積較小的物體亦有困難。
因為對人類的社會感到好奇，故於人類政府向族人發佈徵求留學生的消息後，為了探索人類社會而在未獲得許可的情況下離鄉出走，但因為沒有寄宿家庭願意收留喜歡出走的帕皮，以至於她遇見公人和米亞之前，自己的身分證仍被墨須保管著，後來墨須便順水推舟地將她的身分證交給公人，為帕皮解決住宿的問題。
因為是鳥類，所以腦部的構造也差不多，記憶力等同走三步就主動忘記，不過對於自己在乎的人事物可以保有永久記憶。和蘇同樣容易接受和親近後來搬進來居住的異種族女性。抵達日本生活的期間曾因為適逢產無精蛋的生理期，被犯罪者加瀨木盯上她的蛋，但因為蘇和公人發現加瀨木真實的意圖和教訓對方的緣故，沒有讓對方得逞。
哈耳庇厄族並不是在夜間生活的鳥類，因此夜視能力不好。為了和蘇增進攸關人類世界的知識，請求來留主家的異種族女性們擔任家裡的常識講師。
平時她的稚氣與天真無邪不時會帶來大麻煩，但因這樣的天真個性而無意間解決了公人無法阻止的溫泉大亂交事件。
名字由來取自其種族哈耳庇厄的後段讀音（Harpy）。
賽蕾亞（Cerea）
全名珊卓雷雅‧夏努斯（セントレア・シアヌス Centorea Shianus），半人馬族的女性，綁成馬尾的金色長髮，藍色雙眼，腰部以下是褐色馬身。自信部位是胸部，最高時速60公里。
第三位寄宿在公人家的異種族女性，說話習慣自稱「在下」，出身於半人馬族裡武藝最高強的家族，其實是作為「媒馬」的人類父親和半人馬母親所生的混血兒。個性正經，非常重視榮譽，極具正義感，受童年時期便接受母親的騎士教育薰陶和騎士冒險故事影響，憧憬騎士精神和魔幻劇情的冒險故事，但偶爾會因為幻想「主公和騎士的冒險式戀愛情結」進入忘我狀態而導致公人發生意外事故。和米亞及帕皮同齡，對公人稱呼「主公（主殿（あるじとの））」。
劍術相當高超，但因為刀槍法的關係，不能帶真劍，身上的劍是仿製的模型。射箭的技巧非常準確，槍盾術也有一定的水準。
因為母親希望其尋覓作為「媒馬」的人類男性，被母親安排前往人類社會留學，墨須因應其種族的民風習慣，特地允許她可以獨自行動和尋覓寄宿家庭，卻不慎於外出期間將當時出外採買的公人撞成傷。經過追捕搶劫犯的風波，決定效忠公人，透過填寫寄宿家庭申請書，住進後者的住處。
擁有豐富的ACG知識。因為胸圍以及種族的原因，平常習慣不穿內衣。主要負責擔任公人的護衛，經常為來留主家的成員擔起背負重物的工作，但本人對此相當介意並會反駁自己不是馱獸，倘若是公人的委託則另當別論。為來留主家裡最先察覺梅洛身分非凡的成員，曾坦言自己無法全然接受拉克涅拉，但必要時還是經常和後者一齊行動。
素食主義者，尤其最愛吃金時紅蘿蔔，身為草食生物而俱備非常敏銳的味覺，能夠分辨蔬果類細微的味道差距，故特別擅長蔬食類料理，但由於無法嘗試動物類素材，所做的肉食料理可謂清淡無味。房間為日式風格，喜歡在榻榻米上睡覺，房間裡放著武器和盔甲。跟著來留主家成員們經歷眾多事件後，被墨須委託擔任半人馬族的顧問。
名字珊卓雷雅（Centorea）取自其種族半人馬的英語讀音（Centaurus）。
蘇（Suu）
少女形狀的史萊姆，平常以藍色凍狀物的型態行動，變成人型姿態的時候，頭頂類似頭髮的部分及雙眼為綠色，其餘部分為半透明的藍色，身高、體重、體型、三圍會隨水份多寡來變化。
第四位寄宿在公人家的異種族女性，「蘇」的名字由帕皮所取，摘選自史萊姆的字首發音。對公人稱呼「主人（Master）」。和帕皮特別要好。平常個性天真無邪，但性格會因為吸收不同水質和物質產生變化。因經常需要吸收水分，所以會不時去襲擊來留主家的異種族女性們，吸收身上流出的汗水（水分）。受自身會融化在大量的水裡的體質影響，無法游泳，僅能在特設的浴池泡澡，也非常害怕下雨天。為了以防意外和遮蔽身體，外出時會特別穿著雨衣和雨鞋。
因為非法踏進人類社會，意外闖進公人的家裡，起先公人、米亞、珊卓雷亞認為不能放任她不管，卻亦擔心非法入境的蘇會被遣返回國，一度猶豫是否要將其交給墨須處置或著收留她，但因為帕皮堅持保護蘇的立場，加上公人確認她沒有傷害他人的意圖，以及墨須對偷渡闖關的非人種族採取視而不見的放任處置態度，遂決定讓她繼續待在家裡，逐步地教授生活常識。因為是非法入境，所以沒有政府出資建造的單獨房間，和帕皮睡同房，平時也經常和帕皮一起行動。
能用自身的特性變成其他物件或他人的樣子、身形、聲音也得，但一日之內變太多的話會疲累得不能行動。身體擁有極強的延展度，任何種類的繩索都無法綑住她。
原本不會說話，但因不斷模仿，所以逐漸學會言語表達和情感的概念。智商是隨體型來定，例如變得巨大化後會非常聰明。公人生病在家療養期間，因為被魔物娘們教授許多事物和讀取公人的記憶，進而發展出思考能力。
身體構造與一般種族完全不同，因此對一般種族有害的食物，有毒植物（會造成神智不清和性格變得毒舌）、米亞的殺人料理、病菌等，對她基本都無效。本身亦能分辨物質有無毒素。當來留主家的異種族成員們不想吃討厭的食物時，往往都會將餐點交給她享用。擁有利用身體清潔地面和在體內削切蔬果外皮的特技。
通過頭上的觸角接觸，能使用類似於讀心的能力，雖然本身不見得能理解讀到的東西，但是可以照實說出來，亦能用於將自己的想法傳達給他人和翻譯他人真正的意思。為了和帕皮增進攸關人類世界的知識，請求來留主家的異種族女性們擔任家裡的常識講師。
梅洛（Mero）
全名美洛努•羅蕾萊•杜•尼普頓（Meroune Lorelei Du Neptune），人魚族的女性，粉紅色長髮，深藍色雙眼，腰部以下是粉紅色的魚身，手部有蹼。游水時最高時速50公里。
第五位寄宿在公人家的異種族女性，說話習慣自稱「妾身」，對公人稱呼「老爺（旦那様）」。其真實身分為人魚王國的公主，連墨須也不得不對其禮讓三分。性格溫柔友善，待人客氣有禮，劇情初期因憧憬安徒生所著童話「人魚公主」的悲劇，所以目標不是成為公人的妻子，而是情人（第三者）。經常幻想著各種悲戀情結，甚至還在拉拉宣稱公人壽限將至的騷動裡，希望和公人留下遺腹子女，被米亞稱為悲劇控。經歷奧克多的事件後，體認到自己對公人的情感，轉而希望自己成為公人心裡首選的伴侶。興趣是哥德蘿莉式的衣著，經常欣賞歌劇和音樂劇表演，但故事後期則開始有了喜歡自拍的興趣，而被米亞吐槽她的悲戀控體質最近朝著奇怪的方向發展，因此有輕度受虐癖。
人魚雖然以鰓呼吸，但是只要讓鰓保持濕潤就可以待在陸地上，因為沒有腳，在陸地上時要用輪椅來行動，若是需要在樓梯間上下移動的場合，則仰賴他人抱著她行動。受生理構造影響，無法配戴戒指。睡覺時是漂浮在特設的水池水面。
被身為人魚族女王的母親安排至人類社會留學，透過墨須安排住進公人的家裡，卻在前往公人家的期間刻意避開隨行保鑣外出逛街，導致輪椅失速滑落斜坡道，差點發生危險，被碰巧路過的公人發現並解危。為因應她的入住，墨須還特別指派施工團隊於公人家修建供其活動休息的深水池和專用浴池。
有著公主的氣量及威嚴，僅用溫和的言談，就能令普通身分的對象為之動容和懾服。此外在水族館中有非常大的權力。因自身種族的關係，所以對魚類非常了解，但是不太適應有氯水的水池。其母親於婚前便和人類青年相戀，父親則於婚後沒多久和人類女性外遇，離開人魚王國。獲悉母親欲藉著誣陷和擴大奧克多的罪行達到種族交流斷絕的目的後，懇求母親還給奧克多清白，為了解救瀕臨生命危險的公人而對其施行人工呼吸，順勢吻了公人，事後母親正式向族人宣佈人魚族可和人類自由戀愛，也讓奧克多洗清了莫須有的罪行。
雖然透過母親的權利和贈款為來留主家貼補生活費用，亦因此得以於來留主家房屋大規模翻修期間，擴建自己的房間，但因為母親考量其皇室身分反對其在外兼差，遂自願和來留主家的異種族女性們（拉拉除外）輪流擔任帕皮和蘇的常識講師。
名字的梅洛（Mero）取自英語的人魚字首讀音（Mermaid），讀音接近愛爾蘭傳說的人魚梅洛歐 （页面存档备份，存于）（Merrow），中間名取自德國傳說萊茵河的女妖羅蕾萊，姓氏源自羅馬神話海神尼普頓。
拉克涅拉（Rachnera）
全名為拉克涅拉‧阿拉克涅拉（Rachnera Arachnera），阿剌克涅族的女性，淡紫色短髮， 三雙紅色的眼睛，腰部以下是有著骷髏紋路的蜘蛛。
第六位寄宿在公人家的異種族女性，心思慎密，擅於計策，討厭偽君子，認為刻意掩飾自身對於他人的恐懼和厭惡是種偽善的行為。因為上一個寄宿家庭將她賣掉的關係而非常不喜歡人類，但和公人接觸後就覺得不同了。
作為阿剌克涅族和人類接觸的先遣成員，起先被政府安排至九菜月蓮的家裡寄宿，因為其外型招致九菜月家的畏懼和排斥，加上拉克涅拉不慎於住宿期間劃傷蓮，被蓮的雙親賣給犯罪人加瀨木。後獲悉公人為教訓欲拍攝哈耳庇厄生蛋錄像的加瀨木而將帕皮產下的蛋（實為混淆加瀨木注意力的雞蛋）打破的傳聞，為揭穿其真面目遂襲擊加瀨木和綁架公人，被墨須等人追緝，結果公人不但沒有畏懼她，還甘願頂替她向警方自首，令拉克涅拉對其徹底改觀，最終對前來替公人解危的墨須指出政府對她的情況處置不當，才會導致這般結果，以言語明確暗示墨須，將其安排住進公人家。
居住在公人家的閣樓，習慣祼睡。會利用自己的蛛絲來織衣服、吊床、玩偶等編織物，也擅長翻花繩。通常白晝期間習慣待在室內活動，經常在來留主家的成員們出門時負責看家，夜晚才會走出戶外。因為蜘蛛的呼吸器官位在下腹部，無法像一般種族一樣泡澡，所以平時習慣淋浴。
興趣是捆綁，不過是綁其他人而不是自己，公人家的異種族女性們便常被她當做練習對象。拉克涅拉不斷地用蜘蛛絲捆綁她們，並從中研究新式綁法及對不同種族所需要的蛛絲，唯獨蘇因為能夠變化身形而無法用蜘蛛絲束縛她的行動，拉克涅拉為此將蘇視為自己的天敵。認為珊卓雷雅是自己的玩具，對於其公開表示不喜歡她的言論表示尊重。
雖然外在表現相當從容，但被莉莉絲指出她其實很擔心自己的蜘蛛外型會遭受人類厭惡和不被眾人接納，並持續地隱藏這項憂慮不讓他人知道。此外也不擅應對性格過於強勢正經的對象。
因為種族原因，喝咖啡或含咖啡因的飲料後會產生類似宿醉的症狀，無法適應高溫環境，遇到極度低溫的環境會陷入休眠狀態。除了和來留主家的異種族女性們擔任帕皮和蘇的導師，也透過提供自己的絲線供給實驗所研究賺取生活費用。拉米亞族種族會議事件後，安排阿剌克涅族成員前往「雪之宿」報告對人類社會的觀察結果，同時建議族人們親自嚐試溫泉混活活動而撮合不少情侶。
對公人以姐姐來自居，對公人稱呼「Honey」。被公人和米亞稱作「拉克大姐（Rach 姉さん）」，帕皮、蘇、莉莉絲則稱她「拉克姐姐（Rach 姉（ちゃん））」。
姓氏和名字皆取自希臘神話被變成蜘蛛的女性阿剌克涅（Arachne）。
拉拉（Lala）
杜拉漢族的女性，蓄著單束呆毛的銀白色長髮，黑底黃瞳的雙眼，藍色的肌膚。
第七位寄宿在公人家的異種族女性，是送威嚇信給公人的「第二位D」，說話習慣自稱「吾（われ）」，武器是手持的黑色大鐮刀。自稱死神的存在、準備用大鐮取下公人的首級，是名患有中二病兼冒失娘雙重屬性的魔物娘。經常因為首級和身體分離而嚇壞不少旁觀者。
因為中二的關係而有交流障礙，不擅長與他人來往，尤其最不擅長和兒童互動，但其實有著溫柔替人設想的一面，喜歡玩電玩，曾在出國前因帶著大量電子設備而導致頭忘在行李箱內並同時與行李送到飛機貨艙中。受種族會留意瀕死之人的天性使然，她和公人相遇之前，已經有多次和前任寄宿家庭不告而別的紀錄。有著奇特偏黑暗的審美觀，喜歡西洋騎士風格的鎧甲，為便於行動僅穿戴部分配件。作為武器的鐮刀因為疏於保養所以變得不鋒利。雖不常和來留主家其他異種族成員互動，但會視情況在來留主家需要幫忙時出手協助，同時隨著劇情進展開始被來留主家異種族成員影響，多度做出高尺度的行為。
本名尚未公開，墨須本來欲介紹卻因本人抗議而不了了之，暫稱「拉拉」。被拉克涅拉綑綁後便害怕再度遭其綑綁，將帕皮和蘇視為麻煩人物。當她的首級和身體同處在近距離範圍時，首級有身體的主導權，但超過一定距離身體便會獨自行動，也因為生理特性異於常人，所以不能像普通人那般游泳，還會避免劇烈衝擊搖晃和低頭彎腰等會導致頭部掉落的動作，連入浴的時候還會特地將浴巾圍在頸部。
因為察覺公人屢次在魔物娘的爭寵行動中多此瀕死卻沒有死亡，繼而對其產生好奇心，為了接觸對方而寄出威嚇信，卻不慎於會面期間弄丟自己的頭顱，後來經由公人等人的協助尋回頭顱，宣稱前者將死而引發軒然大波，但懼於墨須的威嚴而無法對公人動手，遂以監視的名義，向墨須申請住進公人家。本身沒有存在感，經常無聲無息的現身而嚇到來留主家的異種族成員們，被後者評為「擁有恐怖性體質」。是數度促成MON小隊和公人約會契機的關鍵人物。
可藉著將自己的身軀霧化，瞬間移動至指定地點，還能夠透過手裡的鐮刀強制引渡亡魂，亦能出現在瀕死之人才會看到的三途河旁，幫助公人多次從因米亞她們爭寵引起的事故臨死復生。當她出現在三途河旁時，頭頂的呆毛會隨之消失，身上的裝束會變成白色的輕便裙裝，個性和說話語氣會變得較平常穩重且坦白直率。自稱不需和公人結婚的原因係人類終將難逃一死，即使結婚仍會於未來某日死去，屆時公人的靈魂將會歸她所有，她則會負責替公人處理往生後的一切事宜。
梅洛返國事件裡透過遠距離支援，將遇溺命危的公人靈魂引回現世，和遠在人魚王國的異種族成員們合作救回公人和梅洛。拉米亞族大會篇因為公人等人的疏失，導致搭機時身首分離、頭部和公人等人失散，其頭部便在義大利展開單人旅遊，直至拉米亞族大會落幕才和公人等人會合，順勢帶回當地土產紀念品。
現階段對公人的稱呼不明。

## 来留主女方家族
米亞的父親
僅於單行本第七卷附錄漫畫提及，名字不明的人類男性。因為拉米亞族尋覓「一族夫婿」的傳統，被擄回拉米亞族的群落和拉米亞族發生性行為，事後因為討厭蛇而連忙逃跑。
米亞的母親
拉米亞族的女族長，三圍是B89（G罩杯）、W58、H92。
名字不明，米亞以「媽媽」稱呼。外型和米亞非常相像，僅在瀏海的部分有少許差異。性格隨和開明，但亦有狡捷心機的一面，稱呼公人「親愛的君」。原本為催促米亞盡速完成為族人尋找夫婿的任務，前來拜訪公人並放毒迷昏公人家的魔物娘，希望藉機撮合米亞和公人發生關係，後因瞭解米亞希望獨自擁有公人的念頭，轉而支持米亞，最後因為試圖和米亞夜襲公人而被拉克涅拉綑綁。將公人視為自己的女婿。
帕皮的父親
名字不明的人類男子，目前和妻女分隔兩地，和妻子感情很好。帕皮曾收到其和妻子初識時的照片。喜歡的類型是金髮褐色肌膚的女高中生，所以會請求妻子配合做出角色扮演。
真實身分是現任警察署的署長。
帕皮的母親
哈耳庇厄族的女性，三圍是B71（A罩杯）、W50、H70。
名字不明，帕皮以「媽咪」稱呼。對於人類的語言並不是很熟悉，和帕皮同樣不甚瞭解人類社會的規範。會有著金色長髮及褐色肌膚外觀的原因係丈夫的喜好，年輕時期和丈夫邂逅的外貌和帕皮幾乎沒有兩樣，一度被公人誤將她和丈夫的合影認成帕皮和其他男人。據她所說，她的姊妹、她的其他女兒們、姊妹的女兒們都和她非常相像，所以有幾次將姊妹的孩子們和帕皮混肴的經驗。
為了探視在人類社會生活的帕皮，特地寄信給帕皮告知自己會來訪的消息，卻不慎將自己和丈夫年輕時期的合照夾在信裡，為尋回照片而找上公人和帕皮，獲知帕皮希望和公人同住的意願和尋獲自己與丈夫的照片後，為和丈夫會合便先行離去，並不忘提醒帕皮盡快跟自己的主人繁衍後代。
帕皮的阿姨、姊妹、表姊妹
僅於單行本第七卷附錄漫畫短格露面，全員和帕皮有著幾無兩致的長相。
珊卓雷雅的父親
名字不明，被半人馬族選為「媒馬」的人類男性，其實是珊卓雷雅母親的情夫。對待珊卓雷雅的母親相當溫柔體貼，令後者為之動情，甚至在其餘半人馬男性準備和珊卓雷雅的母親交尾時擊退對方，雙方繼而發生關係，誕下珊卓雷雅。
珊卓雷雅的母親
半人馬族的女性，三圍是B110（K罩杯）、W62、H???（無法測量）。
名字不明，珊卓雷雅以「母親大人」稱呼。珊卓雷雅的外貌便是遺傳自她。性格強勢，為半人馬族裡最擅長槍盾術的族人，因為戰無敗績而被冠以「槍神」的封號。但其實會俱備超群槍術的原因係保護自己不受男性侵犯及不辱沒族裡傳統，始練就高超的槍術。其因為家族和種族風俗而被迫和丈夫成婚，並背著丈夫和情夫暗通款曲。
為瞭解珊卓雷雅尋找媒馬的進度而拜訪公人，但因爲對珊卓雷雅選擇效忠公人的決定感到不滿，於博爾特經營的體育館和珊卓雷雅展開對決。事後告訴眾人她其實反對半人馬族「最強的族人優先繁衍後代」的傳統，道出自己因為和做為媒馬的人類男性（珊卓雷雅的父親）日久生情，還在發情期間險遭其餘半人馬族男性霸王硬上弓時被對方解救，才會和珊卓雷雅的父親發生關係，決定將珊卓雷雅和公人的關係做為典範，以改變半人馬族的傳統。
梅洛的父親
名字不明，人魚族的前任國王。婚後和人類女性發展婚外情離開人魚王國。梅洛的母親提及他的時候，曾表示和他的婚姻是「遇到真命天子以前的黑歷史」。
梅洛的母親
名字不明，人魚族的女王，身高181公分，體重是國家機密，三圍是B86（E罩杯）、W58、H94。
有著和梅洛相同的臉部輪廓，差別在其有著偏深的髮色並將長髮梳成六束卷髮，眼型較偏長。表面看似清朗，實則相當固執己見，和梅洛及某些人魚族同樣憧憬著悲戀。婚前便和某位人類青年共譜戀曲，但因為種族身分差距，無法抛下皇后的身分地位，被迫和戀人分開。丈夫和人類女性出軌後，遂接替離開人魚王國的丈夫，掌管人魚王國的政治。
為了和自己的戀人進行最悲壯的悲戀，企圖扼制人魚族經常和其餘種族（特別是人類）私奔的風氣和中斷種族交流，不惜刻意擴大人類和人魚族的衝突糾紛，誣陷奧克多為煽動人魚族私奔的元凶，要求梅洛中斷留學返回家裡，卻因為在公人和梅洛為奧克多求情時，不瞭解陷阱的操作方式，一度令公人和梅洛深陷危機。最終梅洛為拯救公人而不惜消耗魚鰾的空氣施行人工呼吸，公人則利用米亞的尾部和拉克涅拉的蛛絲，解救遭陷阱傷及尾鰭而無法游動的梅洛，令目擊此景的她體悟到自己的錯誤，遂正式為奧克多平反並勸諭人魚族放棄私奔，向族人公開自己的戀情，轉向支持人類和人魚族相戀。
梅洛返國事件落幕後，她和戀人的關係更趨向悲戀傾向。據梅洛所稱，她雖然主動為來留主家提供贈款作為生活費用，但顧及梅洛的皇室身分而堅持不讓梅洛在外兼差。有時也會出資為梅洛添購生活所需設備和裝潢來留主家。

## 保安局組員
因應政府成立「他種族交流法」而組成的特殊警方部隊，簡稱MON，主要負責處裡人類和異種族的違法情事，亦會協助調解人類和異種族的糾紛。MON的異種族成員和墨須住在同棟公寓裡。因為墨須的緣故，全員和來留主家有著密切往來。
墨須黑子
政府為了他種族交流法而設立保安局（MON）的局長，蓄著黑色長髮，戴墨鏡的女性。其全名於漫畫第35話卷頭彩頁週邊商品介紹欄初登場，後來在作者公布人物設定證實為「墨須黑子（すみす くろこ）」。
擁有豐富的異種族知識，負責擔任協調者為異種族安排寄宿家庭、逮捕種族交流法違法者、對攸關種族交流法的新政策進行實驗等工作，取締種族交流法違法者毫不留情，但其實個性相當隨性，放假時就會鬆懈且不太想理會異種族的糾紛，偶爾還會將工作推給屬下處理。當她處於生氣嚴肅的狀態或是逼迫對方時，會散發出令人不寒而慄的氣息。懂得些許醫療技術。對於自己工作量繁重但薪水不多的現況頗為不滿，甚至會對偷渡闖關的異種族採取睜一眼閉一眼的態度。
喜歡喝咖啡，特別喜歡喝由公人所沖的咖啡。稱呼公人「達令君（Darling くん）」。（因米亞的影響）經常協助公人調解攸關他種族交流的問題，有時會抽空前往前者的家裡作客，到後來會毫不避諱的登門詢問和請求對方提供膳食，甚至直接帶著保安局組員在公人家用餐，被公人和蘇吐槽是專門來討飯吃的。
看不慣公人對誰都不出手而和多佩爾合謀寫恐嚇信給公人，還藉著引誘犯人現身的名義和公人進行偽裝約會，希望公人有危機感就會開始和某人有感情進展。曾因為詢問公人是否確認結婚對象，反讓公人家的魔物娘們引發連串騷動，導致房屋嚴重受損（閣樓地板因無法承受眾人的體重而倒塌，連帶壓毀公人的房間），為此特地委託施工團隊替公人家進行大規模的房屋翻修，順勢幫助來留主家安排溫泉區的旅行。
瑪娜可（Manako）
獨眼族的女性。留著覆蓋額頭的紫色瀏海短髮，特徵是佔據臉部大面積的藍色眼睛。
MON小隊狙擊手。個性溫婉內向，容易自卑，被緹奧尼西亞和奏比娜暱稱為「瑪娜（Mana）」，稱呼公人「男朋友君（彼氏さん）」。視力極佳，擁有精準的射擊技術，負責超長距離狙擊，近距離的射擊也很有水準，亦能藉著視力的優勢進行遠程監視。慣用武器是狙擊步槍，偽裝行動時則會攜帶可偽裝成公事包的折疊步槍，但因為槍械射擊的火光會對其造成短暫性失明而不喜歡使用槍械，亦無法習慣裝有消音裝置的槍。
非常容易哭，現在只是在看廣告也會哭。受自身僅有單眼和眼球表面積過大的生理構造影響，不擅拿捏近距離事物的距離感，走路時經常碰撞到路邊的物體，正在煩惱不能看3D影片。不僅連墨鏡都需要特別訂製，還很容易受到乾燥、灰塵、花粉症、強光影響，必須隨身攜帶眼藥水以減緩眼球的不適。特別擅長需要精細手藝和動態視力的事物。
非常在意自己的貧乳身材，為求胸圍增長，有每天早起做擴胸操的習慣。對他人不習慣其的眼神視線相當敏感。受自卑感使然，不習慣人多的地方和其他人的視線，在私底下活動時會用帽子遮掩自己的臉，故於為追捕匿名「D」的犯人而偕同MON小隊成員輪流和公人約會的期間，察覺公人不畏懼且能正視著她，將其視為普通女孩相待而產生好感。MON小队和公人展开第二次轮流约会的期间，透過公人協助參加祭典活動學習適應旁人視線和他人互動。
名字由來取自日語的眼珠（まなこ），多佩爾曾刻意將其名字塗改成日語讀音接近的女性私處（まんこ）來作弄她。
緹奧尼西亞（Tionishia）
食人魔的女性，留著微波浪的淺黃色長髮，紅色雙眼，淡褐色肌膚，額頭有隻黑色的短獨角。
MON小隊護衛兼攻堅員。個性溫和且天真瀰漫，有著過人的溫柔包容力，能讓原本態度堅定的對象軟化心防。說話習慣自稱「緹奧（Tio）」，其同伴和後來被她要求改變稱呼的公人亦以此暱稱她，稱呼公人「男朋友君（彼氏ちゃん）」。
擁有能夠輕易破壞建築物和投擲販賣機的力量，主要運用身體上的優勢負責護衛和攻堅，亦有喜愛甜食、漂亮飄逸的衣服、可愛動物和填充玩偶的一面。敏感帶為額頭的短獨角，擁有過人的食量及無論吃再多甜食都不會令身材走樣的體質。是異種族偶像團體ANM48的粉絲兼調和保安局組員關係的關鍵人物。
因為體型過於高大，苦於難以找到合身的衣物，所以大部份的工資都拿來修改衣服，來使自己能穿。進出尋常人家時亦有行動不便和會破壞部分建築物的困擾。為追捕匿名「D」的犯人而偕同MON小隊成員輪流和公人約會的期間，委託公人協助褪下不合身的衣物，卻意外被公人看見臀部，後因為公人主動協助修改她的洋裝而對其感激不已，亦因此對公人產生好感。MON小队和公人展开第二次轮流约会的期间，偕同公人至杞居住的森林野餐，順勢和博爾特幫助杞清除棄置在森林裡的廢棄物，意外掘出森林地底裡的溫泉，讓受廢棄物影響變得虛弱的杞順利康復。
其名字裡隱含著日語的「鬼（おに）」的發音（Tionishia）。
奏比娜（Zobina）
活死人（Living Dead），留著紅色（後腦杓以下為黑色）的短髮，左綠右黃的異色雙眼，身體有多處縫補痕跡和多處不一致的膚色。生前死因暫不詳。
MON小隊隊長，為小隊裡唯一從人類轉化成魔物異種族的成員。十足的樂天和行動派，忠於自己的欲望。被緹奧尼西亞暱稱為「比娜（Bina）」，稱呼公人「男朋友君（彼氏くん）」。利用不死身的優勢進行突擊和攻堅。相較於隱匿偽裝的任務，更偏好正面行動和對決，亦因此經常衝進敵陣導致自己身受重傷。慣用武器為雙槍和小型火藥，子弹在身体里积留太多而为体重烦恼，本身亦有頭痛的問題。
雙眼之所以都是不同色是因為遺失了左眼，後來才會移植新的義眼。由於軀體死後僵硬的緣故，胸部不會變形，所以經常不穿胸罩，但亦因此必須睡前做體操伸展身體，否則隔日會難以起身。身上的肢體只要沒有縫好就會自行鬆脫（曾為作弄公人而刻意弄掉自己的胸部），為此經常嚇壞旁觀的路人。因為墨須的緣故和MON小隊成員邂逅公人，此後偶爾會藉著逮捕犯人的名義或趁著公人提出彌補小隊成員的機會，代表小隊成員向公人提出輪流約會的請求。和同屬不死類異種族的十十為亦敵亦友的關係。
個人興趣是槍械，所以挪用了保安局組員大多的經費拿來買槍械。喜歡動漫畫裡的BL配對和參加同人展，以及觀賞殭屍電影。為追捕匿名「D」的犯人而偕同MON小隊成員輪流和公人約會的期間，因為公人不畏懼她肢體鬆脫的場面，仍為她細心縫補鬆落的身體部位而產生好感。被拉拉取用其牙齒導致人類少女夕日變成活死人，連同其他同事被墨須勒令在家自省後，和其他同事原諒前來賠罪的拉拉和公人，藉著和公人約會策畫逮捕十十的計畫兼參加同人展。
名字由來取自英語的僵屍（Zombie）。
多佩爾（Dopeel）
鏡像人，平常以蓄著銀色長髮，黑底黃瞳的雙眼，黝黑的肌膚，身材嬌小的女性型態現身，真面目暫不詳，本體真實型態不明。
MON小隊滲透員。個性機伶，喜歡惡作劇，被緹奧尼西亞暱稱為「佩爾（Peel）」，稱呼公人「男朋友（彼氏）」。能隨心所欲地變成任何模樣，主要執行潛入和滲透的任務。頭髮裡藏有幾隻眼睛和嘴，半睡醒狀態會顯露部分真實面目，可用頭髮伸縮取物，變成座椅供其休息，亦能遮掩私密處。為了變身方便，加上自身種族特性無須衣物，所以不穿任何衣服。但是喪失體力和意識時會解除變身。
因為本名用人類的語言很難發音，所以用源於德語的「分身者」（Doppelganger）音譯取了多佩爾這個名字。據本人稱因為種族特性的關係其真實樣貌會讓目擊的對象遭受精神傷害，所以她盡量不在他人面前展現她的真面目，也經常拉著奏比娜和她進行惡作劇。當她處置違背法紀的異種族人士時，會顯露出腹黑的性格並藉機惡整對方。在官方動畫版小短片曾變成拉拉的模樣和後者進行中二病對決競賽，結果反令拉拉甘拜下風。
第一個寫恐嚇信給公人的人（墨須是主謀，多佩爾則是認為很好玩而參加）。為作弄自己的同僚，暗地變裝尾隨和公人假裝約會的MON小隊成員，結果因為行跡敗露而被同僚反將一軍，事後才透過同僚口述，知曉有第二位匿名「D」的人士寫恐嚇信給公人。MON小隊和公人展開第二次輪流約會的期間，因為公人願意配合她的惡作劇和協助她從追捕犯人的行動解危，不畏懼她變身的模樣，為感謝對方遂答應他的請求，穿著替她量身製作的衣服，令MON小隊甚感詫異。
保安局男性職員二人組
名字不明的兩名保安局男性職員，因為工作的緣故開始注意著瑪娜可的存在，甚至對她產生好感，後來被多佩爾盤問沒有和瑪娜可正對眼互動的原因時，坦言自己僅是擔心被瑪娜可窺見心裡的意念並無惡意，隨即被奏比娜和多佩爾以會向墨須告狀為由，恐嚇不得對瑪娜可心生歪念。

## 鄰近地區角色
商店街店家
公人家附近的商店街住戶，對於異種族的生活習慣一知半解，由於帕皮經常抽空陪伴商店街住戶的孩子們玩耍，也讓商店街的住戶們非常感謝她，從而建立良好的互動關係。曾經在公人等人採買食材時，主動提供免費的食材給公人等人，幫助當時苦於生活開銷吃緊的公人解決食材不足的問題。
小女孩（聲：巽悠衣子）
名字不明，和來留主家有頻繁互動的小女孩，初登場時為了取回卡在樹上的氣球，獨自攀爬到樹上反而出於恐懼無法下來，透過米亞、帕皮、公人的協助而解決事件。和帕皮、蘇、商店街的孩子們玩水槍險被車輛撞擊之際，被蘇及時所救。後來公人待在岡宿綜合醫院住院檢查期間，偕同病房的兒童們探訪公人，結果反被首級和身體分離的拉拉嚇得當場放聲尖叫，在醫院引起騷動，但亦因為拉拉的緣故，和變成活死人的夕日成為朋友。
博爾特（Polt）
狼頭人（kobold）的女性，黃褐色毛髮，綠色雙眼。擁有半人半狼的外觀。
活力十足且積極樂觀，大嗓門，和墨須熟識的健身房教練，於公人家附近經營異種族專用健身房。因為察覺許多異種族人士苦於難以尋覓運動場所，遂負責在人間建設異種族專用健身房。邀請来留主家的異種族成員們來參觀健身房，其實是測試人類健身房的標準是否適合異種族體型，再依據異種族的測試反應，調整健身房的設施。事後為感謝來留主家成員們提供的意見回饋，還特地贈與酬謝獎金給來留主家。動畫版正篇則是做為串場角色短暫登場，直至OAD版始以健身房教練身份登場。
因為狼頭人擁有龐大的鈷礦資源，所以擁有雄厚的財力。除了健身房以外，還多重經營不同的店舖，主要是健身房的附屬設施。亦有出資贊助體育館的建設。受種族特性使然，俱備著狼的敏銳嗅覺和聽覺，其情緒反應會反映在尾部。平常會藉著運動積極鍛練自己的體力和精神。同時因為體毛較濃厚，對自己無法穿著三點式泳裝感到煩惱。
樂衷於為異種族提供各項服務進行異種族交流，將任何過程中遭逢的不順遂，視為試煉的一環。對於未經寄宿家庭陪伴而擅自行動的異種族人士，會協助墨須做出勞動處分，必要時還會因應前者的請求提供場所，亦會協助清除對環境造成生態威脅的生物和廢棄物。
MON小隊和公人展開二度約會的期間，透過公人和緹奧尼西亞的協助，順利幫助杞清除森林裡的廢棄物，還意外發掘出森林地底的溫泉。博爾特本欲藉機開發森林的溫泉館，但因為杞不喜歡外人隨意踏進森林，遂同意不砍伐樹林和協助杞清理後山垃圾的條件，徵得對方同意於後山搭建桑拿房。拉米亞種族會議落幕後，受墨須委託，資助雪深町的雪緒拓展溫泉旅館的業務，同時著手擴展海外的健身房事業。
名字由來取自其種族狼頭人的英語字尾讀音（kobold）。

## 「D」嫌疑犯相關角色
因為墨須向來留主家聲稱屬名「D」的犯人寄恐嚇信給公人，故讓公人、魔物娘們、MON小隊展開調查行動並逮捕犯人，被公人等人懷疑是嫌疑犯或確認為犯人的角色共通點為種族或姓名含有「D」的字母。
多拉珂（Draco）
龍人族（Dragonewt）的女性，米黃色中短髮，靛色雙眼，軀幹與人類相同，但是背後有翅膀跟尾巴。
外貌與髮型都非常中性，說話習慣自稱「ぼく」，加上穿的又是男裝，經常讓週遭人誤以為她是男性。平常活動時，習慣將雙翼隱藏起來，因為沒有強大到能搧動雙翼的胸肌，所以無法飛行，最多僅能在空中進行短程離的滑翔。受自身爬蟲類的生理構造影響，無法仰睡，和米亞同樣有著尾部敏感和會在低溫環境降低活動力的特性，同時不擅跑步，只要逆風跑步就會因為雙翼造成的干擾，必須消耗更多體力才能持續行動 。
自尊心強，不允許自己出糗失敗，若是被別人稱為「蕾絲」會很生氣 。討厭男人和味道重的生物。遇見同屬爬蟲類的異種族會積極接觸對方，但經常因為表達方式和其餘因素造成誤會。初遇同屬爬蟲類種族的米亞，就對她產生強烈的執著和獨佔慾，將其視為自己的「妻子」，目的是和米亞成為朋友。卻一度於和米亞交流的期間表現侵略性的舉止，令對方心生恐懼，被趕到現場的公人制止而連忙逃離現場，遭當時暗地尾隨公人、米亞、梅洛的緹奧尼西亞制服交由墨須處置。此後於公人和蘇採集食材的期間現身襲擊對方，反被當時服用過多有毒植物的蘇制服。
因為經常未經寄宿家庭成員陪伴便獨自外出，常遭博爾特做出勞動處分，也因此認識協助博爾特的杞和同樣遭受懲處的莉莉絲 。來留主家成員結束溫泉區旅行後，為了拜訪米亞而偕同莉莉絲造訪公人家，但適逢後者家裡施工而撲空，反而以此契機認識執行護衛梅洛任務的莉茲及鬼怒。MON小隊和公人二度約會期間被多佩爾當成作弄的對象。拉米亞種族會議事件透過墨須得知米亞返鄉，為了找尋米亞抵達拉米亞族的聚落而被捲入群交事件中。
名字由來取自拉丁語的龍（Draco）。
杞（Kii）
樹妖 （页面存档备份，存于）（Dryad）的女性，頭部長著樹葉和藤蔓，眼角有著紅色眼影，四肢呈植物狀，雖然有腳，但是不能長時間離開水與土壤，接觸有害物質和長期處於乾冷環境會變得很虛弱。三圍、身高、體重、體型會隨水份和養分多寡來變化。
「杞」的名字為帕皮所取，摘自樹的日語發音。被人類誘拐而離開故鄉，在運送的過程中因為離開土壤與水分太久而變得虛弱。進入人類世界後，人口販子為逃避追捕而發生車禍，杞在混亂中被碰巧經過此處的帕皮帶走。帕皮把虛弱的樹種在後山後，就把這件事全忘了。
吸收了違法棄置的營養劑而變的巨大化，後在公人、帕皮、蘇的協助下恢復正常，卻於恢復原狀的期間，將偕同公人等人調查的奏比娜壓進土裡，導致她的身體變得支離破碎（動畫版則是純粹將其壓落土裡）。事後杞因此契機和帕皮及蘇成為朋友，墨須向公人解釋杞不會寫字才解除她的嫌疑，並允諾派人協助杞清除後山的廢棄物。
因為不信任人類而拒絕墨須安排的寄宿家庭，墨須無奈之下只好將她安置在後山，由墨須與公人家的異種族成員們不定期訪視。討厭任何破壞自然的對象，但若是熟識的對象係為採取食材而造訪後山的樹林，則會允許他們在一定範圍內進行採取工作。有時亦會協助博爾特，擔任異種族人士勞動處分期間的協助人員 。MON小隊和公人二度約會期間，因為被長時間擱置在後山的廢棄物影響導致體質虛弱，為維護森林表態不願讓博爾特的清潔團隊踏進後山，但被緹奧尼西亞的溫柔包容心感動，經由公人、緹奧尼西亞、博爾特的協助順利清除後山的廢棄物，受緹奧尼西亞掘出的地底溫泉影響，恢復正常狀態。對博爾特提出「不得砍伐樹林和必須協助收拾後山垃圾」的條件，同意前者於後山森林搭建桑拿房。
初期對待公人的態度淡漠疏遠，但隨著公人數度和其他對象攜手幫助她，也逐漸開始認可和回饋前者，唯獨對其經常引發桃色事件一事感到頗有微詞。
巨型化型態為樹木巨人，本尊則被包裹在樹木的頂部。頭部的樹葉可行光合作用，没有穿衣服的文化所以不穿。擁有能夠自由操控身體和週圍生長的植物藤蔓的能力。
莉莉絲（Lilith）
惡魔族（Devil）的女性，留著淺藍色短髮，黑底綠瞳的雙眼，古銅色肌膚。頭部長著雙角，身體長有小型蝠翼和箭頭般的尾巴。
外型看似名小女孩，實際上有著成年女性的思維和喜歡欺負戲弄他人的個性，利用外型偽裝成孩童搭乘遊樂設施和獲取優惠對她而言如家常便飯，專門利用其聽力蒐集想要戲弄的對象的情報，經常於附近地區實行偷竊和坑騙其他對象的行為。先是故意弄哭暗地監視公人和珊卓雷雅的瑪娜可，知道珊卓雷雅個性正經遂以戲弄她為目標，對她施加催眠導致其短暫失去理智，自己卻於旁觀期間被突然出現的大型野豬襲擊，被公人及時解危。後因被拉克涅拉認為是搶玩具而被捉時，將自己對拉克涅拉的評價說了出來，被後者以綑綁供問而激出其受虐癖的一面，此後開始暱稱拉克涅拉為「拉克姐姐」並迷上她的綑綁而無法自拔。
雖然最初僅是為戲弄珊卓雷雅始接近對方，但珊卓雷雅認為其點醒她應專注在自己能做的事情而對其心懷感激。因為經常未經寄宿家庭成員陪伴便獨自外出，常和多拉珂遭博爾特做出處分。MON小隊和公人二度約會的期間試圖誘惑公人，但被變成拉克涅拉模樣的多佩爾制止並拍照存證，被公人捉來替遭受前任豬人新境地開拓連盟領導者追捕的多佩爾解危。
動畫版第12話片尾附錄圖鑑說明其為下級惡魔。
名字取自聖經人物亞當的首任元配莉莉絲。
多佩爾
寫恐嚇信的第一個「D」，詳參#保安局組員。
拉拉
寫恐嚇信的第二個「D」，詳參#來留主家。

## 溫泉地區「雪深町」
來留主家於房屋重新裝潢期間，為解決住宿問題兼旅行而造訪的觀光溫泉地區。因為雪緒抵達該處駐留的緣故，該地開始頻繁降雪，後來經由種族交流協調者的協助和推廣，當地異種族居民開始合作舉辦種族交流派對，進一步推行當地觀光。
雪緒
雪女族的女性，對他種族間用溫泉旅館「雪之宿」的老闆娘。三圍是B89（F罩杯）、W57、H86，身高178公分、體重58公斤。
蓄著綁成馬尾的長髮，散發高雅氣質，鮮少表情變化的美女。說話習慣自稱「敝人」，有著容易對事情過度認真和不擅交際的性格，但論及攸關愛人的事情就會變得很溫柔和健談。因為自身種族特性，凡是其停留和行經之處都會結凍和降雪，而且接觸到高溫和火焰會使身體融化。當她陷入負面情緒狀態時，會不自覺的凍結身旁的事物。出乎意料的有手腳容易冰冷的問題。為了確認溫泉的品質及觀察顧客的反應，會在泡溫泉時穿戴防熱套裝測試溫泉，後來為適應溫泉溫度而開始嘗試在不穿防熱套裝的狀態踏進溫泉池洗浴。
會經營溫泉館的原因係其前任宿主兼溫泉店主非常照顧著她，隨著長時間的相處，她亦和決定開發能讓非人種族享受的溫泉的溫泉館少主人日久生情，決定和愛人許定終身。但由於為提供異種族寬闊的泡澡空間，不得已將原先男女分浴的澡堂合併成共浴池，導致年輕女性顧客大幅減少，加上她不懂如何露出笑容而讓溫泉館生意受影響，後來因為公人的開導和協助建議，決定做自己最想做的事，學會露出笑容，生意也因此獲得改善，最終讓「雪之宿」變成了融合異種族和牛郎的特別旅館。
來留主家光顧「雪之宿」後，和溫泉地區及民間警備公司TALIO的異種族女性成為朋友，還開始在「雪之宿」舉辦種族交流派對，成功招攬許多客人和撮和多對情侶，加著墨須委託博爾特投資「雪之宿」而進一步拓展事業規模。然而隨著旅館業績成長，拓建營業設施的同時亦延伸異種族和人類的互動性尺度問題，遂委託來留主家成員協助監督和宣導規範。在史萊姆騷動事件中收留從過濾設備大量增值的史萊姆作為旅館員工，向黑百合研究所長請求理賠。
名字由來取自其種族雪女的日語讀音（ゆきおんな）前段拼寫。
「雪之宿」現任店主
對他種族間用溫泉館「雪之宿」的少主人，外觀看似相當年輕，不符合其實際的年齡。個性溫柔且手藝精巧，繼承母親經營的溫泉館，和寄宿家裡的雪緒相戀並論及婚嫁。考量到雪緒無法接觸高溫的特性，為其設置專用的溫泉浴池，進而延伸出經營對他種族溫泉的想法，而雪緒的防熱套裝亦係出自其手。於來留主家寄宿「雪之宿」的期間出差。
造訪「雪之宿」的牛郎
名字不明，從事牛郎業的四名男性，因為工作需求搬至特製房間並通過嚴格審查，始獲得認證資格，光顧「雪之宿」為異種族女性提供服務。
莎拉曼達
火蜥蜴族的女性，雪緒的友人，作為友情應援偕同溫蒂妮造訪「雪之宿」製造覆蓋浴場的桑拿蒸氣，事後跟著來留主家再訪「雪之宿」和人類男性泡溫泉。
溫蒂妮
水精靈族的女性，雪緒的友人，作為友情應援偕同溫蒂妮造訪「雪之宿」製造覆蓋浴場的桑拿蒸氣，事後跟著來留主家再訪「雪之宿」和人類男性泡溫泉。
露滋•南汀（Luz Ninetei）
九尾狐族的女性，有著狐狸的雙耳和九條狐尾，在溫泉地區的稻荷神神社擔任巫女。平常小孩形態的三圍是B63（A罩杯）、W46、H73，身高133公分、體重37公斤。變身成人形態的三圍是B90（G罩杯）、W59、H89，身高165公分、體重不變。
說話習慣自稱「老身」，有著每天保養尾巴的習慣，因為觀賞動漫畫而開始喜歡日本的文化，故在抵達日本留學後，懇求神社宮主讓她擔任巫女。喜歡稻荷壽司，不擅運動。雖然重視恩情，但其行為動機泰半是考量自己所能獲得的利益，被公人和米亞評為「母狐狸」。
為了報答經濟拮据仍願意收留她的神社宮主，屢次利用自身的變身能力變成妖怪嚇唬路過的遊客，藉此製造話題，卻使得遊客心生畏懼而不再踏足神社，遂懇求公人、米亞、拉克涅拉協助她為素來鮮有信徒和遊客的神社招攬人氣，在祭典舞台和米亞共演舞台劇，結果因為其於表演期間脫稿演出，反讓舞台劇瞬間變成露天秀。事後露滋雖然成功吸引三名粉絲擔任神社的常駐臨演，但做為其宿主的神社宮主獲悉她的出格表現，感到頗有微詞，當晚便處罰露滋不得食用最愛的稻荷壽司。
神社祭典事件落幕後，抽空光顧「雪之宿」，和溫泉地區及民間警備公司TALIO的異種族女性成為朋友，此後固定於神社表演變身秀為神社招攬朝拜者。
其姓名位置對調後的日語讀音和其舞台藝名「那院亭瑠呪（ナインティルズ）」相同 ，兩者皆取自英語的九尾（Nine tails）。
稻荷神神社的宮主
露滋的寄宿家庭主人，擅長製作稻荷壽司。雖然因為神社鮮有朝拜信徒而導致經濟狀況不佳，仍願意接納前來人類社會交流的露滋寄宿在家裡。後獲知露滋為替神社招攬人氣而做出的出格行為，為以示懲誡，當晚便不准露滋享用其最愛的稻荷壽司。和露滋的關係既似父女，亦似兄妹和戀人。
來留主家造訪過雪深町後，引薦米亞擔任其弟的神社的兼職巫女。
稻荷神神社的宮主的弟弟
露滋的寄宿家庭主人的弟弟，主持著另一間神社，後來接受兄長的引薦，雇用米亞擔任神社的兼職巫女。
式神壹號、貳號、參號
名字不明的三位青年，初次造訪神社的時候，被變成妖怪模樣的露滋嚇得落荒而逃，但後來因為在神社祭典觀看露滋的表演而成為其粉絲，遂志願擔任神社的常駐臨演兼服侍前者，經常於工作期間被露滋拳腳相向，仍和她保持著相當良好的關係。
卡特爾（Cathyl）
產乳種牛人族的女性，溫泉地區附近的牧場工作人員。三圍是B171（Q罩杯）、W79、H130，身高231公分、體重不能說。
說話習慣自稱「姐」，個性豪邁不拘小節，非常重視自己的面子，除非是牧場主人親自幫忙，或是較為緊急的情況，否則不會讓別人幫她擠牛乳。主要負責牧場裡較粗重的工作。
為了異種族交流和學習日本農業技術，偕同梅麗諾、托恩、柯特前來日本的牧場工作，和身為宿主的牧場主人陷入戀愛，卻於某日看見戀人疑似和異性四腳生物往來而起疑，將後者毆打成傷。後不慎於搬運木材期間，失手令木材滾落坡道，導致公人被木材砸傷，為其處裡傷勢並要求對方協助牧場的事務，透過公人的轉述，獲知牧場主人當時僅是呼喚和照料牧場飼養的牛羊群才消弭誤會。事後為酬謝公人等人協助牧場的事務，將大量的乳製品和蔬果贈與公人做為謝禮。
牧場事件落幕後，抽空光顧「雪之宿」，和溫泉地區及民間警備公司TALIO的異種族女性成為朋友，不僅和其他牧場工作夥伴推廣牧場體驗活動，還開始生產牛乳販售給需要哺育嬰幼兒的婦女們賺取額外收入。和梅麗諾同時擔任異種族牧場的指導人員。
名字由來取自英語的乳牛（Cattle）。
梅麗諾（Merino）
羊人族的女性，跟卡特爾一起工作的異種族女性。三圍是B88（F罩杯）、W59、H85，身高158公分、體重48公斤。
性格溫和羞怯，主要負責照顧牧場裡的綿羊與生產羊毛和羊乳。因為從來沒有替自己除毛的經驗，擔心剃完毛的情景會讓旁人感到尷尬，加上卡特爾和牧場主人相戀的緣故，遲遲沒有拜託同在牧場的夥伴協助她剃毛。牧場主人外出期間，藉著公人和珊卓雷亞的協助，順利完成剃去身體的羊毛的工作。後由於農業學校實習生前來牧場實習，才不再擔心牧場沒有其他人能幫她剃毛的問題。牧場事件落幕後，抽空光顧「雪之宿」，和溫泉地區及民間警備公司TALIO的異種族女性成為朋友，和其他牧場工作夥伴推廣牧場體驗活動，開始生產羊乳販售給需要哺育嬰幼兒的婦女們賺取額外收入。和卡特爾同時擔任異種族牧場的指導人員。
公人任職黑百合新素材研究所附設牧場期間，和其餘羊人族幫助公人應對魔羊人族的騷擾。
名字由來取自產羊毛的綿羊種美麗諾羊。
托恩&柯特（Ton & Cott）
植物羊族的女雙胞胎，跟卡特爾一起工作的異種族女性。三圍是B73（A罩杯）、W55、H77，身高151公分、體重39公斤。
姊妹倆有著相似的外貌，故只能從頭角和髮型分邊的方向識別兩者，性格淘氣且平易近人，主要負責管理牧場的家庭菜園。於牧場主人外出時見到梅麗諾藉著公人和珊卓雷亞的協助，完成剃去身體的羊毛的工作，遂順勢請求珊卓雷亞為她們剃毛，將前來牧場實習的農業學校實習生當成小弟差遣。知道雪緒和「雪之宿」少主人相戀的事情。牧場事件落幕後，抽空光顧「雪之宿」，和溫泉地區及民間警備公司TALIO的異種族女性成為朋友，和其他牧場工作夥伴推廣牧場體驗活動。
姊妹倆的名字由來取自英語的棉花（Cotton）。
牧場主人
卡特爾、梅麗諾、托恩、柯特所在牧場的年輕主人，經常因爲卡特爾引起的意外遭其弄傷，目前和卡特爾交往中。後來雇用三名農業學校實習生協助農場的事務。
農業學校實習生
名字不明的三名農業學校實習生，前來卡特爾、梅麗諾、托恩、柯特所在牧場實習。其中一人對梅麗諾一見鍾情，另外兩人則被托恩和柯特當成小弟差遣。

## 民間警備公司TALIO
民營的警備保全公司，因應「他種族間交流法」的成立，增設專門應對異種族相關事件的他種族間對應班。有讓異種族職員寄宿在人類搭擋住家的規則。因為梅洛的緣故，和來留主家與人魚王國有著密切接觸，以此契機和人魚族簽訂專屬契約。
莉茲（Liz）
蜥蜴人族的女性，民間警備公司TALIO的他種族間對應班的異種族保全。三圍是B81（B罩杯）、W59、H91，身高168公分、體重62公斤。
鬼怒的職場前輩兼搭檔。性格較前者還要來得冷靜，經常吐槽對方為「笨蛋」，實際上有著異想天開的思維，和鬼怒同樣容易會錯意和做出失序的行為，為此搞砸不少公司交派的任務。雖然因為自身特性，可讓斷尾再生，但由於蜥蜴的尾部是輔助儲存身體泰半養分的部位，所以在斷尾後稍有不慎就會因為失去養分而死。
為了爭取表現，而在未弄清護衛對象的情形下，偕同鬼怒承接護衛「X-ZERO」（實為兩人將用片假名簽寫梅洛的名字「メロ」，誤認成「X-ZERO」）的任務，於執行任務期間誤將蘇認成保護對象，不僅將公人、梅洛、蘇一併帶走而引發連串騷動，還將隨後趕到的多拉珂及莉莉絲認成追兵。事後本以為自己和鬼怒再度搞砸任務而陷入沮喪狀態，但被梅洛安慰和勉勵而重新振作起來，透過公司同事解釋，始得知她們其實於誤打誤撞的情況，完成護衛梅洛的任務。
結束護送梅洛的任務後，為勘查員工旅遊地點而和鬼怒光顧「雪之宿」，和溫泉地區的異種族女性們成為朋友。因為多拉珂造成的誤會令她數度被後者觸怒，但其實雙方有著非常類似的行事作風。
名字由來取自英語的蜥蜴的字首讀音（Lizard）。
鬼怒（Kinu）
鬼族的女性，民間警備公司TALIO的他種族間對應班的異種族保全。綁成馬尾的黑色長髮，身形高大，紅色肌膚。三圍是B105（J罩杯）、W61、H93，身高192公分、體重79公斤。
莉茲的職場後輩兼搭檔。說話習慣自稱「咱」，敏感帶為雙角，性格粗枝大葉，理解能力較差且容易慌張，經常和莉茲搞砸事情。
為了爭取表現，而在未弄清護衛對象的情形下，跟著莉茲主動爭取保護「X-ZERO」（實為兩人將用片假名簽寫梅洛的名字「メロ」，誤認成「X-ZERO」）的任務，於執行任務期間誤將蘇認成保護對象，將公人、梅洛、蘇一併帶走而引發連串騷動，不僅將蘇拋向發現公人等人的拉拉，還將隨後趕到的多拉珂及莉莉絲認成追兵。事後本以為自己和莉茲再度搞砸任務而陷入沮喪狀態，經過梅洛安慰和勉勵而重新振作，最終被公司同事指出兩人雖弄錯保護對象且違反組織紀律擅自行動，仍成功完成護衛梅洛的工作。動畫版則是做為圖鑑角色於第9話片尾圖鑑短暫登場。
結束護送梅洛的任務後，為勘查員工旅遊地點而和莉茲光顧「雪之宿」，和溫泉地區的異種族女性們成為朋友。
名字由來取自其種族「鬼」。
民間警備公司TALIO公司職員
兩者為相貌清俊的中短髮青年和蓄著龐克頭的粗曠男子，前者為鬼怒的搭擋，後者為莉茲的搭擋。個性溫和，非常照顧鬼怒和莉茲，依照公司規定讓鬼怒和莉茲寄宿在自家住處。於鬼怒和莉茲執行護送梅洛的任務引發騷動後，主動向墨須道歉，並說明兩者實為成功完成護衛任務的實情。

## 人魚王國相關角色
梅洛的母國，政治領導者採取世襲制輪替。除了人魚族之外，尚有其他水棲種族歸其管轄，王室亦有使用人類的科技產品（例如平板電腦）和接待非水棲種族的設施。
人魚族前任國王
詳參#來留主家女方家族。
人魚族女王
詳參#來留主家女方家族。
人魚族女王的情人
名字不明的人類青年，在人魚族女王結婚前便和對方相戀，但雙方因為種族和身份差距而被迫分開。奧克多經由公人和梅洛的協助證明清白後，人魚族女王順勢將其介紹給所有人魚族的族人，也讓兩者的戀情正式公諸於世。
梅洛
人魚王國公主，詳參#來留主家。
青花魚斯坦（Sabastian）
青花魚的魚人族男性，為人魚王國的管家，負責服侍人魚王族和賓客，實際上非常膽小怕事。因為聽信人魚族女王散播的謠言，誤以為奧克多擁有強大的魔力，希望透過奧克多的協助變成美男子。為了護送梅洛回國，雇用TALIO的保全執行護送任務，招待公人和魔物娘們住進人魚王國的酒店，卻在公人和魔物娘前往奧克多居住的洞窟時，為了不讓上級追究責任而帶著波將金鱗臨陣脫逃，後帶領公人和魔物娘們晉見人魚族女王，被水池裡竄出來的FANEATER咬傷。
名字由來取自青花魚。
波將金鱗（Potemkinme）
金鱗魚的魚人族男性，為人魚王國的元帥，負責維護人魚王國的安全，和青花魚斯坦同樣怕事。因為聽信人魚族女王散播的謠言，誤以為奧克多擁有強大的魔力，希望透過奧克多的協助變成美男子。為了護送梅洛回國，雇用TALIO的保全執行護送任務，招待公人和魔物娘們住進人魚王國的酒店，卻在公人和魔物娘前往奧克多居住的洞窟時，為了不讓上級追究責任而跟著青花魚斯坦臨陣脫逃，後帶領公人和魔物娘們晉見人魚族女王，被水池裡竄出來的FANEATER咬傷。
名字由來取自金鱗魚。
魚人族御廚
人魚王國酒店裡負責料理膳食的魚人族御廚，於奧克多釋放大量赤鰩和螃蟹導致食材受損後，經由公人指揮處理受損食材和活用捕獲的赤鰩和螃蟹完成料理。
鰻魚系人魚按摩師
人魚王國酒店裡擔任按摩師的鰻魚系人魚們，主要運用自身分泌黏液的特性為顧客提供按摩服務，其按摩技術之高超連米亞和珊卓雷亞也為之驚艷。動畫版則是做為圖鑑角色於第5話片尾圖鑑短暫登場。單行本第九卷裏封附錄透露她們因為被蘇踢館挑戰按摩技巧敗北的緣故，決定暫時休業。
奧克多（Oct）
海妖斯庫拉族的女性，頭部看似頭髮的構造其實是觸手，深色肌膚，腰身以下為八條長觸手。在海邊的岩洞經營著章魚燒店。身體全長350～500公分（可自由伸縮），三圍是B93（G罩杯）、W60、H不明（因為腰身以下為觸手，無法測量），體重是秘密。
說話習慣自稱「奴家（わっち）」，拿手料理是章魚燒，喜歡競賽系列的電玩，因為喉嚨長著蛸亞綱生物特有的墨袋，所以半睡眠狀態會有墨汁從嘴裡溢出的困擾。初次和公人見面，就對他產生濃厚的興趣。因為人魚族女王和人魚族以訛傳訛，被人魚族誤認成會施展魔法的女巫，連人魚族的國王亦上門求助於她，為了不被干擾而在居住的洞窟飼養著大量的大王海葵。被人魚族女王誣陷為煽動人魚族私奔的罪魁禍首，為證實自身清白向梅洛求助，釋放大量赤鰩和螃蟹引發騷動，趁亂潛進人魚王國酒店帶走梅洛懇談，卻被誤會為是綁架梅洛的犯人。和拉克涅拉交手後，反而成為不打不相識的朋友（相反地非常害怕吸收大量海水而擊敗兩者的蘇），經由公人和梅洛的協助順利洗刷罪名。
由於待在人魚王國期間經常被人魚族當成煩惱諮詢的傾訴者，後來更為此開設了專屬的煩惱諮詢室解答攸關異種族的疑難雜症。
名字由來取自英語的章魚的字首讀音（Octopus）。

## 黑百合新素材研究所
專門招攬異種族人士進入研究所，藉著採集異種族身上的部位做為實驗材料，研發出多種異種族特殊材質、特製商品、抗體藥物等的大型研究所。私底下也從事非法仲介異種族人士入境的事業，被墨須鎖定為違反「他種族交流法」的調查對象之一。
黑百合新素材研究所所長
加瀨木的弟弟。本名不詳。透過交換條件讓奇菈、琪諾、裘莉非法偷渡入境的關鍵人物。
因為涉及非法勞役異種族人士和取用異種族的材料牟利，被墨須認為違反「他種族交流法」而鎖定為調查對象之一。所長本人雖稱有依照法令給付異種族人士薪資食宿和行動自由與安排專屬服務照護人員管理健康，但其實在招攬異種族人士和取用材料的過程中，仍暗地賄絡檢察機關瞞過盤查。拉克涅拉逃避保安局追捕偶遇時，原本答應拉克涅拉前來做接應解危，但由於拉克捏拉臨時決定進駐公人家而作罷。
得悉有巨型未知生物（巨型史萊姆）的存在，派遣研究所人員捕捉帶回巨型黑色史萊姆，卻陰錯陽差地被蘇暗地放走巨型黑色史萊姆，錯將蘇和半途混進貨車的拉拉的首級帶回研究所。偕同公人、米亞、珊卓雷亞、拉克捏拉、蘇與研究所成員執行捕捉巨型史萊姆的任務。事後為規避墨須查緝與要求公人返還來留主家異種族成員借用設施的人情，安排公人前往異種族牧場工作，委託拉克捏拉審核與幫助異種族安排寄宿家庭，結果被結束工作的拉克捏拉綑綁以示懲戒。此後便常利用自己和來留主家的人情債提出交換條件提供協助。
奇菈（Kiira）
殺人蜂族的女性，有著半人半蜂的外貌，頭部長著短觸角，擁有四隻手臂，額頭有三個單眼，雙眼為昆蟲複眼，背部長有虎頭蜂的翅膀和含有劇毒的蜂腰尾針。三圍B88（F罩杯）、W58、H85，身高168公分，體重52公斤。
透過研究所所長仲介非法入境日本，被保安局鎖定調查違法入境的「危險種族三人組」成員之一，性情彪悍具攻擊性，因為俱備虎頭蜂的生理習性，所以可在空中飛翔釋放毒氣控制虎頭蜂和運用尾針攻擊對手，但是非常討厭燃燒杉木或松木產生的大量煙塵，被困在高溫環境將會令活動力大幅下降。
原本是等著參與成為異種族交換學生的成員，因為先前等候期間違規離開排隊列，不服自己遭拉克涅拉出手警告，反遭其用絲線困住而大鬧一場，結果不慎令自己的底褲當眾滑落走光，加上其在保安局人員介入調查期間滋事，結果不僅自己被排除在留學生名單之外，還導致自己的種族被保安局列為危險種族人士。為了向拉克涅拉展開復仇而偕同另兩名成員潛入日本，率先於杞棲息的森林對公人、珊卓雷亞、拉克涅拉發動攻擊，導致珊卓雷亞一度被螫傷中毒，但公人委託杞利用博爾特搭建的林間桑拿房當成臨時陷阱，導致奇菈不敵高溫的影響被熱暈在桑拿房裡。事後接受的公人急救，向後者致歉和警告另兩名危險種族成員的危險性不可小覷。
駐留黑百合新素材研究所期間，志願提供自己的毒液給研究所進行研究。
動畫版於OAD版第2集片尾圖鑑登場。
名字由來取自其種族殺人蜂的前段拼音（Killer Bee）。
琪諾（Kino）
蕈菇人瑪坦戈族的女性，頭頂長著可自由摘卸的蕈傘，頭髮為波浪般的彩色斑點菇傘質，閃爍的雙眼，頸部長著菌網，足部為彩色斑點的蕈托。說話語尾習慣加上「菇」。三圍B68（A罩杯）、W55、H69，身高132公分，體重41公斤。
透過研究所所長仲介非法入境日本，被保安局鎖定調查違法入境的「危險種族三人組」成員之一，個性溫和害羞且非常怕生，不擅游泳（但對於水分有高度抗性），當她情緒激動和處於消極狀態的時候，會散發讓吸入對象產生幻覺的孢子，但是本身無法控制孢子的釋放份量，沾染其他對象的孢子可藉外在因素（例如水洗）去除。由於此體質特性影響，其於等待申請異種族交換學生的期間，被保安局列為危險種族。足部能夠生長菌根附著於建築物和地面。
因為希望打破種族體質的障礙隔閡交朋友，透過非法仲介協助偷渡進日本，於不明對方用意的情況，接受對方提出的交換條件抵達來留主家。公人、珊卓雷亞、拉克涅拉外出期間遇見帕皮，被帕皮視為朋友招待進來留主家作客，但因為不擅應對生人，反釋放大量孢子令來留主家的異種族成員和後來返家的公人陷入異常狀態（梅洛因使用鰓呼吸和待在水裡避風頭所以不受影響）。公人、珊卓雷亞、梅洛雖透過晤談確認她並無惡意，仍為保險起見而在家裡釋放大量的水源清洗其釋放的孢子，幫助來留主家的異種族恢復正常。事後來留主家成員原諒並接受琪諾，其向來留主家透露非法仲介的情報和警告另名成員（裘莉）異常危險。
駐留黑百合新素材研究所期間，志願擔任研究所的實驗觀察目標。
名字由來取自日語的菇（きのこ）。
裘莉·德古利亞（Curie·Drakulya）
吸血鬼族的女性。外型看似普通人類女性，擁有銀色長髮和暗金色雙瞳，較尖的雙耳。習慣穿著長袍衣裝遮掩身軀的蝙蝠巨翼，偽裝行動或特定場合則會配戴翼手系專用義手。隨身配戴著有父親照片的項墜。三圍B72（A罩杯）、W52、H76，身高162公分，體重38公斤。
吸血鬼族領導者的女兒，透過研究所所長仲介非法入境日本，被保安局鎖定調查違法入境的「危險種族三人組」成員之一。因為自身夜行性體質影響，白晝行動會導致體質虛弱，不能長時間待在強光（尤其是紫外線）下，非常害怕銀製品、十字架、大蒜。不同於其他吸血鬼族人，其不擅飛行，畏懼包含棺材在內陰暗狹窄的空間和高的地方，不喜歡接觸蝙蝠，甚至討厭食血（含飲料用人工血液）。平常白天期間個性老實且斯文有禮，但在憤怒或攻擊指定對象時眼神會變得猙獰，夜晚期間則會變得精力旺盛且開朗健談，渴望吸血具攻擊性。
偕同奇菈和琪諾透過非法仲介入境，趁著MON小隊前來處理來留主家因為琪諾引發的騷動時，現身襲擊並咬傷奏比娜，但由於奏比娜的血液為經過防腐劑加工的化學血液，導致其身體受重傷並連忙逃走。異種族博覽會期間陰錯陽差和帕皮成為朋友，趁其他吸血系異種族女性纏著公人的時候將公人帶走，但被帕皮目擊真面目遂轉身攻擊對方，被父親控制精神之際及時醒悟，透過拉拉出面解除其父親的靈魂控制才獲得釋放。事後獲得帕皮諒解，和來留主家等人言和，尋覓租屋處時邂逅同為吸血系種族的莉琪、茉絲琪、八目，禁不住後三者的懇求遂讓她們共租同間套房（同時也透過三者的協助訓練，逐漸適應血液的味道），提供自身血液給黑百合新素材研究所作為研究素材。
名字由來取自日語的「吸血鬼」（きゅうけつき），姓氏取自吸血鬼小說角色德古拉（Dracula）。帕皮曾將她的名字誤認成日語讀音相同的黃瓜（キュ－リ）。
彌爾（Mil）
產乳種牛人族的女性。黑百合新素材研究所附設異種族牧場的管理者。白褐雙色的中長髮，褐色雙眼。身高208公分，三圍B134（N罩杯）、W65、H98。
個性隨和親切，被公人形容為大姊般的存在，因為和其他牛人族女性同樣不喜歡被榨乳器擠乳，加上見及卡特爾委託公人協助擠乳的表現，遂帶頭委託公人親手協助牛人族女性們擠乳。在異種族牧場任職期間給予其不少幫助。
是牧場多數成員的依靠對象，但曾在私底下告訴公人希望自己能有依靠的對象，故而對待在牧場幫忙與溫柔對待牧場夥伴的公人產生好感。公人離開附設異種族牧場前，聯同牧場夥伴們為其舉辦餞別會。
名字來源取自日式英語的牛奶前半讀音（ミルク，Milk）。
琪滋（Chizu）
產乳種牛人族的女性。黑百合新素材研究所附設異種族牧場的工作人員之一。綁成馬尾的白藍雙色長髮，藍色雙眼。身高217公分，三圍B127（M罩杯）、W67、H95。
個性爽朗且認真坦率，積極參與牧場事務，曾表示希望將來成為自己伴侶的對象能像公人般細心。
名字來源取自日式英語的起司的讀音（チズ，Cheese）。
嘉拉（Cara）
產乳種牛人族的女性。黑百合新素材研究所附設異種族牧場的工作人員之一。白褐雙色的短髮，褐色雙眼與肌膚。身高220公分，三圍B122（L罩杯）、W69、H98。
個性沉默寡言，看似木訥實則相當纖細敏感。為牧場裡影響力僅次於卡特爾的成員。
名字來源取自英語的焦糖前半讀音（Caramel）。
露朵（Ruto）
產乳種牛人族的女性。黑百合新素材研究所附設異種族牧場的工作人員之一。習慣綁成麻花辮的白綠雙色頭髮，綠色眼睛。身高202公分，三圍B150（Q罩杯）、W64、H94。
個性極度膽怯害羞，不擅接觸男性，因為是牧場的牛人族女性裡擁有最豐滿胸部的成員，無法利用機器順利擠乳，所以必須用人工擠乳的方式才能順利排出多餘的乳汁。
名字來源取自日式英語的優格後半讀音（ヨククト，Yogurt）。
克莉姆（Cream）
產乳種牛人族的女性。黑百合新素材研究所附設異種族牧場的工作人員之一。綁成雙馬尾的白褐雙色中長髮，褐色雙眼。身高185公分，三圍B99（J罩杯）、W59、H88。
個性略帶強勢，為牧場的牛人族女性裡身材最嬌小的成員，因為身材矮小而對自己的胸圍不如其他族人感到困擾，所以特別積極尋找豐胸的方式與委託公人為其按摩。對公人說話時經常在前面加上「這是前輩的命令」。
名字來源取自英語的鮮奶油。
黑百合新素材研究所附設異種族牧場員工
多由牛人族、羊人族、魔羊族的女性組成的牧場工作人員，全員名單與詳細資料於漫畫單行本第14集附錄提及。

## 其他魔物
ANM48
世界首支由魔物種族女性組成的偶像團體，剛出道便廣受大眾好評，發行的歌曲常據銷售排行榜首。
豬人新境地開拓連盟（聲：丹沢晃之、濱野大輝、竹内榮治）
性好漁色的六名豬人族男性犯罪組織，持槍脅持同人誌租書店的人類顧客，要求政府方提供和更動成人動漫的劇情內容，還對變身執行滲透任務的多佩爾做出性騷擾，被保安局組員制伏而平息該場騷動。之後其領導人在公人和MON小隊展開第二次輪流約會的期間，遇見多拉珂並試圖對其下手，結果被公人和多佩爾使計制服，遭後者變身的模樣嚇得動彈不得並再次受拘捕。
一夕日
從人類轉化成活死人的少女，詳參#其他人類
十十（CiCi）
殭屍的女性，其人物形象於動畫版第8話片尾附錄圖鑑初登場，但在漫畫版第39話始正式登場並揭露其名。頭戴頂端綴絨毛的清朝官帽，編成麻花辮的深靛色長髮，深眼圈的紅色雙眼，淺藍色肌膚，身著中國風格的袖套式短裙裝。三圍B79（B罩杯）、W56、H90，身高155公分，體重46公斤。
奏比娜的對手兼朋友。個性易衝動且俱備著強烈執著性，說話會參雜幾句中文，受傷後會變得狂暴，但只要被鹽分制服和額頭被貼符咒就會變得很安分。拳腳功夫相當了得，擅長投擲飛刀。因為每天會定時打太極拳活動身體，所以不同於普通殭屍用彈跳方式移動的傳統印象，可像普通人般自由行動，唯獨處於過於低溫的環境會令四肢變得過度僵硬。此外還是個熱衷耽美作品的魔物娘，為了往後方便參加日本的同人展，專門鎖定日本男性，屢次利用種族冥婚尋覓自己未來夫婿的舊習俗，藉此威脅拾獲紅包的對象和她結成跨國婚姻，成為被保安局鎖定的慣犯。因為每次闖禍後都由奏比娜為她收拾殘局，加上兩者同為不死類異種族兼耽美刊物的同好，意外結成投緣的組合，甚至還會刻意於犯案前知會奏比娜，被奏比娜戲稱為「腐爛緣份」。對自己的臀圍感到困擾。
為了參加同人展而暗地躲進運送集裝箱的貨船，從台灣偷渡闖關抵達日本，再度故技重施，將裝有她的毛髮、相片、聘金、結婚申請證書的紅包放置在地面。發現公人拾獲她的紅包後，現身襲擊對方，還和趕到現場的奏比娜展開激烈對決，將她的身體用飛刀斬成數段，但仍被經由公人協助穩固上半身的奏比娜擊敗，經由奏比娜轉述獲知有至少六名異種族女性爭著和公人結婚，認為他過於花心，遂取消與之成婚的念頭，偕同兩者參加BL同人書展。漫畫第10卷附錄篇偶遇多拉珂，向她說明有關冥婚的細節。
名字由來取自影集殭屍小子的主人公「恬恬」的日語讀音轉化英語和中文的讀音（日語讀音「チンチン」的「チン」音近英語的十「ten」，中文的「十」和「死」讀音相近）。
烏拉迪斯勞斯·德古利亞（Wladislaus·Drakulya）
裘莉的父親。吸血鬼族的領導者。
性格高傲，將人類視為當作食糧的低等生物，認為吸血鬼族是該當被人類畏懼與敬畏，應將恐懼施與人類的高等種族。生前因為吸血鬼族逐漸衰退瀕臨滅絕，有意挑選其他魔物種族將其轉化為吸血鬼，將族人復興的希望寄託在裘莉的身上，但由於裘莉未有吸血鬼應有的特性，加上自己生病即將不久於人世，對於吸血鬼族的未來感到堪憂。過身後因爲對復興吸血鬼族的執念過於強烈，不惜用自身靈魂附身控制被帕皮勸服的裘莉欲傷害前者，結果被趕到現場的拉拉利用鐮刀強制引渡回死者國度。其當作附身媒介控制裘莉的項墜也被珊卓雷亞踩成碎片。
名字由來取自吸血鬼小說角色德古拉的創作原型歷史人物弗拉德三世（Vlad al III-lea Ţepeş）。
裘莉的母親
名字不詳的吸血鬼族女性。已於多年前早逝。
黑蘇（Nega Suu）
黑百合新素材研究所長為研究圖利而捕獲的巨大黑色史萊姆。黑蘇為公人等人對其的稱呼。
原本被研究所長捕獲準備帶回研究所，但在異種族博覽會期間陰錯陽差被迷路的蘇釋放與對調身分，逃離研究貨車後潛逃至紋星町的河川，吸收大量的水分使自己巨型化。接受研究所長委託的來留主家成員跟隨研究團隊抵達現場協助制服牠，一度陷入困境，後由於蘇吸收拉拉意外拋出的研究所的蜂王漿，導致身形巨大化，加上拉克涅拉利用絲線協助公人製造陷阱作戰，才成功擊敗黑蘇平息這場風波。
莉琪（Leech）
異種族博覽會初登場，名字於漫畫特別篇正式提及。水蛭族的女性。外型大致和人類女性相同，但是頭部為水蛭的身軀，因為本身是沒有脊椎且雌雄同體的軟體體質，平常外出時會穿著附有輔助骨骼的特殊衣裝行動，但由於骨骼裝帶來的拘束感而令其不喜歡穿著衣物。
個性不拘小節，有著只要待在住處和游泳時就會裸露放鬆的習慣。擁有水蛭會附著活體生物吸食血液和需要擇水域棲息的特性，可幫助被吸食者吸出體內的有害物質，當她待在水中的時候，則會顯露出具威脅性的一面。喜歡食用口感瀟灑利落但味道濃厚的血液。
異種族博覽會期間擔任會場服務人員，以種族交換生身分和其他吸血系種族邂逅公人，詢問公人有無意願擔任其宿主。因為自身的吸血特性，導致尋求寄宿家庭時屢次碰壁，轉而和偶然邂逅的裘莉、茉絲琪、八目共租同間宿舍。
名字來源取自英語的水蛭。
茉絲琪（Mosqui）
異種族博覽會初登場，名字於漫畫特別篇正式提及。蚊族的女性。擁有半人半蚊的外貌，銀髮褐膚的女性。
擁有蚊類習慣在吸血前以唾液麻醉被吸食者遭吸食的部位（但該部位肌膚會起過敏反應），再以針狀口器吸血的特性。喜歡食用味道健康自然的血液，但也喜歡水果的汁液和花蜜。對莉琪經常無視週遭隨意裸身一事頗有微詞。
異種族博覽會期間擔任會場服務人員，以種族交換生身分和其他吸血系種族邂逅公人，詢問公人有無意願擔任其宿主。因為自身的吸血特性，導致尋求寄宿家庭時屢次碰壁，轉而和偶然邂逅的裘莉、莉琪、八目共租同間宿舍。
動畫版於OAD篇第2話片尾圖初登場。
名字來源取自英語的蚊子前半讀音（Mosquito）。
八目（Yatsume）
異種族博覽會初登場，名字於漫畫特別篇正式提及。七鰓鰻系人魚族的女性。臉部和肋腹有連成排的圓孔狀鰓孔，腰部以下為修長魚身。
個性溫和有禮，性情相較於茉絲琪和莉琪而言來得成熟穩重，為裘莉最希望與之交好的吸血系異種族成員，在吸血四人組裡擔當著照顧眾人的角色。實際上有著潛藏的重慾面，曾因為得知莉琪是雌雄同體的事實而感到異常興奮。
擁有七鰓鰻的鋒利牙齒和吸血的特性，因為其生理結構和鰻魚系人魚族接近，所以無須輪椅也能在陸地行動，但仍需要定時游泳浸水。喜歡味道略甜和帶有清爽餘味的血液，本身也特別擅長製作料理，在協助裘莉適應血液的味道時給予不少幫助。
異種族博覽會期間以種族交換生身分和其他吸血系種族邂逅公人，詢問公人有無意願擔任其宿主。因為自身的吸血特性，導致尋求寄宿家庭時屢次碰壁，轉而和偶然邂逅的裘莉、莉琪、摩絲琪共租同間宿舍。
名字來源取自日語的七鰓鰻前段讀音（ヤッメウナギ）。
艾露西婭（Alusia）
輕量種半人馬族的女性，元氣且重視禮節，行動敏捷，作為體育留學生兼異種族競技田徑項目參賽者抵達日本進行異種族交流。偶然間在河灘遇見跑步中的珊卓蕾雅，直覺後者擁有自己所欠缺的特質而向她請教跑法，令珊卓蕾雅為此委託公人協助搭建障礙賽跑的訓練設施，後由於過程中訓練設施意外倒塌，見識了珊卓蕾雅保護公人的英姿和瞭解兩者的關係，體認到自己夢寐以求的跑法，轉而向珊卓蕾雅請求協尋命中注定的主人。
名字來源取自西班牙純種馬 (Andalusian horse)。
奈德麗姆（Nightdrem）
半人馬族分支亞種的夢魘族女性，給人性情陰鬱的印象，擅長催眠術和擁有讓近身對象作惡夢的能力。因為苦尋不著能夠使用能力做惡夢的對象，親自登門拜訪公人商討對策結果反讓他做了惡夢，後來對珊卓蕾雅使用能力抒發後遇見貘族的帕庫玲，兩方一拍即合成為合作關係。名字來源取自英語的夢魘前段讀音（Nightmare）。
帕庫玲（Pakulin）
貘族的女性，以噩夢為食糧且能讓身邊人作好夢的異種族交流成員之一。因為種族交流的緣故抵達日本，在溫泉混活交誼期間和光顧「雪之宿」的顧客投緣，因而順利安排進寄宿家庭，但因為發現居住地區作惡夢的人數不足而感到些許困擾。偶然聽見了公人、珊卓蕾雅、奈德麗姆的對話，和奈德麗姆一拍即合成為合作關係，決定先將淺眠的珊卓蕾雅暫時當成製造惡夢的對象。名字來源取自日語的貘（バク）。
舒倫·德·佩爾
重量種半人馬族的女性，個性豪邁老實且為他人著想，擁有豐富的農業知識和遠見的思維，還有過人的力氣，一旦發現有人惡意破壞農園就會露出可怕的殺氣和出手修理對方。出身於半人馬族的騎士名門，但因為認為騎士名門的頭銜已屬於過去的榮光，應發展符合現代的生活模式，加著發現異種族農業帶來的就業機會和商機，決定從自己開始拓展出適合異種族生存的場所和新型的城市農業。由於勞務人手不足，主動委託公人和珊卓蕾雅協助農務兼說明拓展異種族農業的方案，令原本因為協助繁重農務吃不消的珊卓蕾雅折服於其富遠見的眼光，轉念幫助她完成農務工作。
名字來源取自佩爾什馬(Percheron)。
美亞米爾（Meamill）
產乳種半人馬族的女性，族人們為半人馬族裡負責擔任乳母哺育幼兒的分支亞種。由於自身種族特性影響，導致胸圍和分泌乳汁的女性激素超過一般半人馬族，必須頻繁透過他人協助擠乳，而且服用其分泌乳汁的對象行為會變得幼兒化。因為抵達日本令身體產生變化，聽說黑百合研究所附屬牧場的魔羊族擠乳技巧高超而前往光顧，反意外聽說公人的技巧更勝一籌而決定透過珊卓蕾雅尋求協助。後來試圖引誘公人飲下自己的乳汁，被珊卓蕾雅制止，陰錯陽差之下讓珊卓蕾雅產生分泌乳汁的生理現象，結果意外嚐到對方的乳汁迷上滋味不可自拔。
妮可（Nico）
半人馬族分支亞種的獨角獸族女性，個性是個典型的家裡蹲，額頭的角擁有治癒百病的作用。因為獨角獸族喜愛處子之身的特性而成為狂熱偶像迷，但也養成過度花費金錢在偶像事物的浪費僻而感到苦惱。為了異種族交流抵達日本，提供自己的額頭角給黑百合研究所長作為研究素材賺取收入，同時為戒除浪費僻而找上公人和珊卓蕾雅幫忙，公人和珊卓蕾雅和黑百合研究所長商量此事後，經由黑百合研究所長提議和安排，開始擔任網路虛擬主播偶像後決定主持3C用品頻道而多了購買3C用品的開銷，但由於黑百合研究所長表示可報銷收入而圓滿落幕。名字來源取自英語的獨角獸中段讀音（Unicorn）。
佩卡薩妮婭（Pegasania）
半人馬族分支亞種的天馬族女性，特徵是身側的巨大雙翼，言談舉止常流露高貴氣質，連珊卓蕾雅也為之折服，和外在表現呈反差的是個性善忘且帶有天然呆屬性。某次在空中飛行期間不慎撞到帕比，雙方以此機緣成為朋友，為了和帕比再見面而親自拜訪公人家，結果因為善忘的特性和言談舉止引起軒然大波，讓公人和珊卓蕾雅傷透腦筋，最終由於帕比出面說明原委才平息這場風波。名字來源取自英語的佩加索斯的前段讀音（Pegasus）。
小蔓
僅於作者的讀切延伸作《魔物娘亞人調查記》登場，蔓陀蘿的異種族女性。上半身是人類女性型狀，腰部以下的身軀為大型花朵，會利用香氣引誘人類的男性。
小蝶
僅於作者的讀切延伸作《魔物娘亞人調查記》登場，蝶妖的異種族女性。有著類似人類的身軀，但長有蝴蝶翅膀，口裡可伸出口器吸食花蜜，遭其翅膀散落的鱗粉沾到會中毒。和小蔓為共生關係。

## 其他人類
加瀨木金藏（聲：藤原啟治）
自稱攝影監督的犯罪人，透過偽裝身分向九菜月家提出交易，買下收留拉克涅拉的寄宿權。暗地蒐集公人家的情報，藉著拍攝紀錄片進行種族交流的名義造訪公人家，屢次對公人家的魔物娘做出言語性騷擾，還企圖說服米亞以取走她的蛻皮，本打算趁機偷拍帕皮產下無受精蛋的影像，藉此大賺一筆橫財，被蘇識破+公人教訓後立即逃脫，後來被拉克涅拉五花大綁起來，趁著拉克涅拉逃走之際向警方發出求救訊息，被隨後趕到的警方救出和偵訊。其蒐集攸關公人家的情報則被拉克涅拉用來尋獲公人的下落。
本名叫草井有三。
警官
名字不明，做為主要串場人物登場的警官，個性老實且急公好義，對於自己的職務盡忠職守，但經常被捲入公人和異種族人士們引起的事件。
不良情侶檔
本名不明的情侶檔，鄙視非人種族，時常對非人種族做出言語和肢體的騷擾，多次因為其不當的言行，被捲進公人和異種族人士之間的事件而嚐到不少苦頭。
九菜月蓮（聲：藤田茜）
拉克涅拉的前任寄宿家庭的女孩，抖M，職業為學生。看似積極其實內心非常容易受到打擊，將和異種族相處時遇到的問題視為試煉。雖然自身不自覺，但時常於對話中無意間刺傷他人。過去因為被拉克涅拉無意間劃傷臉，致使雙親認為和拉克涅拉生活不實際而將宿主權利賣給加瀨木。為了和拉克涅拉重修舊好，希望再度和拉克涅拉共同生活，前來拜訪公人並請求對方轉移寄宿權，但公人認為蓮看待拉克涅拉的問題心態需要修正，拒絕她申請轉移寄宿權的請求，蓮則將其視為試煉並決定來日再度挑戰。
名字由來取自日語的「喜歡苦難和試煉」（苦難好き、試練も）。
一 夕日（ユウヒ）
岡宿綜合醫院長期住院的少女，因為週圍病友總是提早出院而沒能交到朋友。於公人住院期間偶遇前來探望前者的拉拉，獲悉她係靈魂引導者的身分，不但沒有畏懼她的存在，反而對其產生憧憬，卻在和後者會面不久病情急速惡化，被送進集中治療室。拉拉因為不忍心讓她孤獨離開人世，希望幫助她能夠體驗和完成更多快樂的事情，遂暗地從奏比娜的嘴裡拔落一顆牙齒，還借用後者牙齒的能力，將其變成活死人，連帶導致MON小隊被墨須做出禁閉在家的處分。事後據MON小隊陳述墨須其實瞭解事發緣由，所以只是照著表面程序讓MON小隊待在家裡自省，夕日的雙親還為此特地向MON小隊致謝。
變成活死人後，夕日透過奏比娜的輔導，學習和適應成為活死人的生活。還和鄰近商店街的孩子們成為朋友。
名字由來取自「死」的漢字字型拆解（一、夕、ヒ，日語的「日」讀作「ひ（ヒ）」）。
約翰•史密斯（John Smith）
於作者的讀切延伸作《魔物娘亞人調查記》登場的主人翁，為魔物種族研究者，因為工作需求而經常和不同異種族互動，留下許多異種族的研究資料。
八兄弟
於作者的讀切延伸作《魔物娘的同住日常》登場的故事主人翁，八個兄弟分別和拉米亞、人魚、史萊姆、哈耳庇厄、半人馬、阿剌克涅、杜拉漢、彌諾陶洛斯的女性交往並同居生活。
乾武丸（Okayado）
本作作者，自畫像為一隻有著壯漢般人類身體的寄居蟹，在劇情裡時常以插圖形式和名字出場的方式，出現在劇裡登場的物品和建築物招牌。
因為設定角色的身材時，經常將女性角色設定成巨乳，在漫畫第12集單行本附錄漫畫被珊卓雷亞、蘇、緹奧尼西亞、杞集體投訴。

## 遊戲版原創角色
宿主（聲：無）
玩家扮演的寄宿家庭主人，名字依玩家而定，遊戲裡為沒有露出詳細容貌的人類男性，負責接待照顧住進家裡的異種族女性。
阿碧絲（Abyss，聲：宮本茉奈）
阿努比斯的女性，頭部長有胡狼耳，留著齊瀏海褐色長髮並梳著兩束短髮辮，紅色雙眼，穿著埃及風的首飾和黑色兩截式衣裙。非常喜歡研究和擅長製造干物。
愛克緹雅（Actia，聲：藤田彩）
活動限定角色，天蛾人的女性，有著蒼白的肌膚和短髮，紅色的複眼，蛾的觸鬚和雙翼。性格傲嬌，因為被當成UMA而對人類抱持不信任感，最高飛行時速160公里。
愛（Ai，聲：平景祥惠）
獨眼族的女性，被家教甚嚴的母親撫養成人，個性聰慧有禮，為瞭解外面世界前來人類社會做種族交流公里。
阿露璐（Aluru，聲：下山田綾華）
花妖精阿娜溫 （页面存档备份，存于） （Alraune）族的女性，上半身是綠色長髮和淺綠肌膚的女性，大腿以下為大型花朵，為尋覓做為授粉對象的人類而前來人類社會做種族交流。
阿奴菈（Anura，聲：夏怜）
蛙人 （页面存档备份，存于）族的女性，半人半蛙，擁有綠色肌膚，穿著泳裝，四肢長有蛙蹼的眼鏡娘。說話語尾會加上「ケロ」。因為目擊大人性行為飽受驚嚇，逃往人類社會。能夠用肌膚呼吸，害怕乾燥環境。
艾莉爾（Ariel，聲：平景祥惠）
四大元素精靈的大氣精靈西爾芙的女性，身體由空氣組成並呈現半透明的模樣，背後長有彩色的羽翼，耳朵尖長，擁有碧綠的頭髮和雙眼，身型優雅的女性。對人間知識相當瞭解，擁有操縱風的力量。
阿菈亞（Araya，聲：[[]]）
水獺族的女性，半人半水獺，外型穿著類似幼稚園童，個性天真，擁有旺盛的好奇心。
艾西婭（Ashia，聲：戶板優依）
活死人的女性，綁著黑色雙馬尾髮型，橘色雙眼，右臉有片深色縫補肌膚，穿著女僕裝的女性。
雅典娜（Athena，聲：[[]]）
梅杜莎族的女性，留著綁成雙馬尾的黑色蛇髮，紅色雙眼，腰部以下為黑色蛇身，個性驕傲任性的少女。
貝蕾（Belle，聲：[[]]）
自動人偶的女性，橘褐色頭髮，碧綠雙眼，穿戴紫色的淑女帽和洋裝。
白桃（Bakuto，聲：[[]]）
因幡之白兔族的女性，有著白色毛髮，紅色雙眼，半人半兔的外貌，身著段袖式巫女服。
畢瑪（Bima，聲：的場加惠）
神鷹迦樓羅（Garuda）的女性，型態類似哈耳庇厄般，但擁有朱紅色的鳥翼和鳥爪，頭部和軀幹為人形的女性。說話自稱「オレ」，稱呼宿主「下僕」，性格衝動好戰，因雙親希望更正其性格被送來人類社會留學。有著火焰般炙熱的高溫。
碧絲葵（Bisque，聲：小笠原早紀）
活人形（Live Doll）的女性，為寄宿靈魂的女性型人偶，因為是人偶所以毋須進食，但會吸取活人生氣。說話自稱「ビスクちゃん」，性格腹黑，為追求至高指揮者而前來人類社會。
切絲卡（Česká）
蚊族的女性，留著黑色雙馬尾，半人半蚊的女性。個性淘氣且喜調戲宿主，說話語氣易令人浮想連翩。
裘妮（Chione，聲：山口瑞）
石像鬼的女性，頭部長有雙彎角，長有蝠翼和尾巴，深藍色長髮的女性。其形態反映雕塑者審美觀，有日夜守衛站崗的特性，但亦為守衛期間被投以異樣眼光感到煩惱。
喬可菈（Chocola）
復活節兔的女性，擁有白色兔耳，四肢前端覆蓋白毛，粉色長髮，紅色雙眼的女性。
黛絲（Death，聲：成瀨未亞）
死神的女性，銀髮紅瞳，肌膚偏黑，洗澡時其四肢自關節起始至末梢為外露的骨骸，腹部有紅色的閃電和心型紋身，寵物為烏鴉，手持武器為黑色的雙頭鐮刀。經常神出鬼沒出現在當事人的身邊。
蒂娜（Dina，聲：中村麻未）
四大元素精靈的水精靈溫蒂妮的女性，全身都由純水組成，擁有高度智能，一旦碰到汙水會令精神變得不安定，為尋覓前世的騎士戀人而離鄉抵達人類社會。將宿主視為自己的前世騎士戀人，稱呼宿主「騎士大人（騎士様）」對待自己的戀人會顯露病嬌的一面。擁有操縱水的能力。
艾爾達（Elda，聲：無）
長者惡魔族的女性。
艾姆（Em，聲：森島亞梨沙）
恩浦薩 （页面存档备份，存于）（Empusa）族的女性，希臘神話傳說中恩浦薩為服侍女神赫卡忒的半神。在本作形象擁有人形的臉和身軀，但是頭部長有觸角，兩雙手臂為螳螂的手臂和彷似昆蟲節枝的人類雙手。天性略為膽小，為成為勇敢的人而前往人類社會。
艾梅絲（Emeth，聲：齊藤綾）
黏土傀儡 （页面存档备份，存于）（Clay Golem）的女性，左胸有「Emeth」的紋身，全身為泥土構成，雙臂前端特別發達。對主人非常忠心。可自由變換身型，受傷時會用自身的泥土修復。
艾娜（Ena，聲：宮本茉奈）
梅露姬奴 （页面存档备份，存于）族的女性，上半身為金髮女性，背部有蝠翼，下半身為紫色蛇身。言談有禮，擅長文書工作。
艾莉絲（Eris，聲：[[]]）
精靈族的女性，留著淺金色長髮和金綠色雙眼，擁有尖長雙耳的女性。個性舉止十分優雅有禮，擅於彈奏豎琴。
璠龍（Fan Ron，聲：小笠原早紀）
黃龍族的女性，上半身為金色長髮和藍色眼睛的女性，頭部長有鹿角，下半身為擁有紅色毛髮的金色龍身。稱呼宿主為「世帯主サン」，說話會參雜中文，喜歡日本的事物，於鄰近地區傳授異種族拳法。
法爾（Fale，聲：下山田綾華）
獅鷲獸族的女性，上半身為銀色長髮金色雙瞳的女性，長有雙翼，下半身為獅身。本名「法爾·潘德伊翁·哈爾帕格爾（ファル・パンディオン・ハルパゴル）」。出身名家的少女。自古以來守衛著秘藏黃金的祕境，性情高傲。
斐蕾（Feret，聲：大久保藍子）
雙足飛龍 （页面存档备份，存于）（Wyvern）的女性。留著粉紅色長髮，頭部長有雙彎角，雙臂自肘關節起始為黑色雙翼，足部為黑龍爪。為肉食性的龍類異種族，性格具攻擊性且極度嗜酒，醉酒後會無法控制做出暴力行為。
菲（Fi，聲：井澤詩織）
不死鳥菲尼克斯的女性，型態類似哈耳庇厄般，但擁有多彩色的鳥翼和尾羽，足部為鳥爪，頭部和軀幹為人形，蓄著橙紅色雙馬尾長髮和碧綠雙眼的女性。外型看似少女，實際年齡已有數百年，由於是不死鳥所以有定期重生的特性，和哈耳庇厄同樣會產無精蛋，喜歡日夜鑑賞動漫畫。
芙蕾亞（Flare，聲：成瀨未亞）
蝶族的女性，擁有蝴蝶的觸角和蝶翼，能運用口器吸食花蜜，喜歡被主人命令和差遣。
芙蘭（Fran，聲：下山田綾華）
科學怪人的女性，全身都是人造的器官，對除了科學研究以外的事物不感興趣，必要時會拆卸自己的身體做為替換。住進宿主住處後，便等待著改造宿主的機會。
芙蘿茲（Froze，聲：大木加繪）
魔狼芬里爾的女性，擁有半人半狼的外觀和易怒愛咬人的特性，待在宿主住處時，經常會用特殊束具限制己身行動，對於親暱信任之人會在其身上留下信任的咬痕印記。
蓋菈（Gala，聲：平景祥惠）
食屍鬼的女性，頭髮、雙角、眼睛、軀體皆為紅色。主食為死去動物的屍體。
吉娜（Gina）
梅路姬奴的女性，留著藍色中長髮，背部的龍翼和腰部以下的蛇身皆為藍色的女性。
赫麗法（Halifa，聲：石塚祐里奈）
赫爾的女性，外型為穿著歌德風格衣裝，銀色長髮和紅色雙瞳，手邊常駐黑傘，大腿以下逐漸變紫色的女子。來自冥界的旅者，經常嘗試令死者甦生但總是空手而回。
哈魯（Haru，聲：下山田綾華）
猛禽種哈耳庇厄的女性，擁有雪鴞般的黑點白翼，白色長髮和金色雙眼，個性聰明但高傲不易相處，有將捕獲的獵物帶給主人的特性。
海蕾絲（聲：勝亦里佳）
寧芙族的女性，淺金色中長髮，黑底紅瞳的雙眼，蒼白肌膚，配戴紅框眼鏡的女性。個性病嬌，喜愛訦美向的漫畫。
哈妮（Honey，聲：戶板優依）
蜜蜂族的女性，擁有蜜蜂的觸角、雙翅、尾部，手臂為四隻昆蟲狀節肢的手臂。性格勤奮，急於為蜂后尋覓伴侶。名字由來取自英語的蜂蜜（Honey）。
侯羅（Horo，聲：笹本菜津枝）
龍人族的女性，擁有人類的臉型和身軀，頭部長有對紅角，長有紅色龍翼和龍尾，銀色長髮和紅色雙瞳的女性。性情驕傲但悠閒，喜歡肉食的雜食者。
海德拉（Hydra，聲：東城日沙子）
九頭蛇的女性，頭部和身軀為人類女性，但頭髮為多條蛇首，臀部長有龍尾的女性。口裡會吐出毒物傷及生物。
伊歐爾姆（Iormu，聲：笹本菜津枝）
耶夢加得的女性，上半身為頭部長有雙角的紫色長髮女子，下半身為紫色蛇身。泰半時間習慣待在自己的住處，討厭打雷和貓。
珍莉（Jelli，聲：山口瑞）
罕見史萊姆族的女性，全身呈現透明粉紅色凍狀。
卡嘉蒂（Kagadi）
八歧大蛇的女性，蓄著七束末梢為深綠色蛇首的黑色長髮，擁有七條蛇尾配戴山茶花和蝴蝶結髮飾，身著和服的女性。說話語氣傳統，自詡是酒豪實則酒量不佳。
珈蘿蘿（Kalolo，聲：加藤敦子）
鹿角兔的女性，四肢末梢呈現兔狀，長有鹿角和兔耳的銀髮藍瞳女性。說話自稱「ミー」，稱呼宿主為「世帯主サン」，言談會參雜幾句英語，有著快活的性格和接近兔子的習性，不喜歡水。
喀絲卡（Kasuka，聲：[[]]）
幽靈的女性，黑色短髮，黑底朱瞳的雙眼，肌膚蒼白的女性。
凱普（Kehp，聲：山口瑞）
羊人族的女性，稱呼宿主「世帯主さん」，性情溫和害羞，不習慣接觸男性。因為種族風俗影響所以重視貞潔。
凱蘿絲（Keros，聲：齊藤綾）
獨角獸的女性，上半身為金髮藍眸，肌膚白皙，長有泛藍頭角的女性，下半身為泛著藍色光澤的純白馬身。性格高傲易怒，頭角擁有治癒百病的功能，對於軟派男和非處女者會予以斷罪裁決，為理解大和撫子類型的女性前來人類社會留學，喜歡觀賞動漫作品。
小町（Komachi，聲：[[]]）
女郎蜘蛛的女性，留著姬髮式黑長髮，三雙紅色的雙眼，背部長有蜘蛛的節肢，配戴紅色花朵髮飾和穿著黑色和服的女性。個性內向，談吐溫吞，喜歡玩鞠球和吃點心。
庫菈（Kura，聲：大久保ちか）
挪威海怪的女性，上半身為長有烏賊雙眼的紅髮女性，下半身為紅色烏賊觸腳。說話自稱「ウチ」，講話帶有關西腔，是個言行思慮清晰的武鬥派。足部被切斷後可再生。
柯榔（聲：高橋瑛美）
卡邦克鲁族的女性，半人半獸，綠色中長髮和淺綠肌膚，紅色雙眼，額頭有枚紅玉的女性。個性明朗友善，時常露出燦爛笑容，唯獨討厭別人隨意拉扯其尾部。
曲輪（Kuruwa，聲：宮本まな）
女郎蜘蛛的女性，擁有人形的容貌和身軀，頭部長有六隻紅眼，身穿和服，背部長著蜘蛛身軀和足部。說話自稱「わっち」，稱呼宿主「ぬし様」，說話會用廓詞 （页面存档备份，存于），對於接觸水感到苦手。擁有與生俱來喜歡欺弄他人的性格，經常無意間於言談中令男性為之所惑。名字「曲輪」在日語裡的意思為日本古代城堡的護城牆及其牆內涵蓋的區域。
庫（Kuu，聲：中森千春）
犬妖精 （页面存档备份，存于）（Cu Sith）的女性，蘇格蘭傳說中為全身散發闇綠色光澤的犬型妖精。本作形象為擁有半人半犬的外貌的橘色短髮女性，活力十足且喜歡跟人玩耍。稱呼宿主為「主人」。擁有敏銳聽覺。名字由來取自其種族犬妖精的前段發音（Cu Sith）。
庫妮（Kuune，聲：桃河りか）
雞蛇（Cockatrice）的女性，神話傳說中為擁有雞首和爬蟲類身軀，視線俱備殺害活體生物的妖怪。本作形象為擁有人類的頭部和身軀，雙臂為白色羽翼，足部為鳥爪，長有蛇尾。稱呼宿主為「ご主人様」，擁有鳥類善忘的特性和蛇類蛻皮的習性，是個受虐癖傾向者，時常無自覺的做出令週遭人陷入沉默狀態的發言。
喬（Kyou，聲：的場加惠）
殭屍族的女性。留著橘色及肩長髮，紫色雙眼，藍色肌膚的女性。稱呼宿主「世帯主さん」，性格帶點天然呆，說話慢條斯理。
裘蕾（Kyure，聲：中村麻未）
海妖斯庫拉族的女性，上半身為紫色長髮，紅色雙眼，藍色肌膚的女性，下半身為八條觸腳。性情高傲毒舌，會像蛸亞綱生物吐出墨汁。
拉托（Lato，聲：中村麻未）
龍人族的女性，綁著銀色髮辮，琥珀色雙眼，長有藍色頭角和深藍色龍翼，四肢前端為藍鱗片龍爪，長有龍尾的矮小女性。自尊心強，不喜歡被當成小孩看待。
蕾婷（Lethe，聲：齊藤綾）
大惡魔族的女性，有著綁成馬尾的淺金色波浪長髮和黑底紫瞳的雙眼，長著紫色的頭角、蝠翼、箭狀尾巴。
蕾西雅（L，聲：[[]]）
花妖精阿娜溫 （页面存档备份，存于） （Alraune）族的女性，上半身是紫色長髮和淡紫色雙瞳，穿著歌德風的衣裝，大腿以下是花朵的女性。
莉薩（Liza，聲：中村麻美）
蜥蜴人族的女性，橙色中短髮和金色雙眼，四肢前端呈現蜥蜴的模樣，長有尾部。因為是爬蟲類，所以處於低溫環境會降低活動力。
露西妮（Licine，聲：[[]]）
梅露姬奴族的女性，頭戴白帽，淺藍色的中長髮和雙眼，背部長有龍翼，腰部以下為淺藍色蛇身。
莉卡（Lyca，聲：水谷有希）
狼人族的女性，擁有半人半狼的外型，見到滿月就會完全變身成狼，亦有纖柔喜歡普通女孩興趣的一面。
舞（Mai，聲：阿部玲子）
鐮鼬的女性，長有鼬的雙耳和尾部，雙臂長有鐮刀的短髮女性。喜歡角色扮演成忍者，為賣藥而抵達人類社會留學，熱衷時代劇。
瑪許（Mashu，聲：大久保藍子）
菇妖（Matango）的女性，頭部為多種蕈類，足部為毒菇花紋的菇傘柄，身材嬌小的女性。因為日本環境影響連帶讓體內胞子生長過多，人類吸收其釋放的胞子會中毒。
梅玫柯（Memeko，聲：淺川悠）
蠍獅（Manticore）的女性，神話傳說中為擁有人類首級，背部有蝠翼，獅子身軀和蠍子尾巴的怪物。本作形象為擁有半人半獅的外觀，背部有蝠翼，臀部長有蠍尾的紅髮金眼女子。稱呼宿主「Master」，有暴力傾向和過人食量，因為觀賞特攝片而認為自己是改造生物。
梅蒂亞（Media）
活動限定角色，梅杜莎族的女性，頭部為青色蛇髮，配戴紅框眼鏡，腰部以下為綠色蛇身的女性。個性溫文生澀，備受外界對其種族會將其他對象石化的傳言所惱。
密密（Mimi，聲：的場加惠）
恐怖箱 （页面存档备份，存于）（Mimic）的女性，上半身為粉紅色長髮和異色雙眼的尖耳女性，大腿以下為長有利牙的箱子。能於箱裡敞開的瞬間改變身型，樂衷惡作劇驚嚇其他對象。
米菈琪（Mi'raj，聲：東城日沙子）
獨角兔 （页面存档备份，存于）（Al-mi'raj）的女性，外型為長有獨角和兔耳，金色長髮和藍眼，四肢呈現兔狀的女性。肉食主義者，性格強勢具攻擊性。
美咲（Misaki，聲：桃河りか）
八咫烏的女性，型態類似哈耳庇厄般，但擁有黑色的鳥翼和鳥爪，頭部和軀幹為人形，梳著日本傳統貴族髮型的女性。雖遺忘前來人類社會的理由，仍記得自己的家鄉。注意力不集中，喜歡有陽光的地方。
密緹（Miti，聲：井澤詩織）
雪人（Yeti）的女性，擁有淺藍色的捲長髮和琥珀色雙瞳，四肢前端覆蓋白色長毛，足部長有利爪。無法適應高溫環境，於前往都市時遭受誘拐，被MON小隊保護迄今。
莫伊拉（Moila，聲：[[]]）
荷魯斯族的女性，擁有半人半鳥的外觀，黑色短髮，金色雙眼，咖啡色肌膚，埃及風格裝扮的女性。
摩庫奈依11世（Mokunaii the 11th，聲：大木加繪）
木乃伊族的女性，擁有深咖啡色肌膚，黑色長髮和紅色雙眼，身上纏著繃帶的女性。說話自稱「余(よ)」，生前為王族成員，因為厭惡王位爭奪的鬥爭而前來日本留學交流。
謬（Myuu）
龍人族的女性，頭部長有龍角，臀部長有龍尾，身著女僕裝的銀褐色長髮女性。
七七（Nana，聲：[[]]）
轆轤首的女性，外型大致和人類相同，但擁有特別長的頸部，頭戴橘紅色花髮飾的少女。
南西（Nancy，聲：平井吉江）
妖精情人拉娜希 （页面存档备份，存于）（Leanan sídhe）的女性，愛爾蘭傳說中拉娜希為會讓與之相戀的對象付出縮減壽命的代價，賦與該對象藝術天賦的女妖精。在本作形象則是有著妖精般的長耳朵和嬌小身型，背部長著蜻蜓般的炫彩雙翼，粉紅色長髮和雙眼的女性。喜歡唱歌和幫助喜歡的對象發展天賦。
南雀（Nan Que，聲：[[]]）
朱雀的女性，深紅色長髮，紫色雙眼，型態類似哈耳庇厄般雙臂為主色朱紅但有彩色鳥羽的雙翼，長有炫彩尾羽，足部為鳥爪的女性。為守護南方兼司掌夏季的神獸。象徵五行為「火」。
妮雅（Nia，聲：喜多かりん）
報喪女妖的女性，因為種族特性使然，會特別留意瀕死之人的動向，容易為悲傷之事哭泣，但觀賞快樂結局的動畫會稍微平撫心情。
涅玫絲（Nemes，聲：河瀬茉希）
斯芬克斯的女性，頭部長著長耳，雙臂為帶鉤爪的金色雙翼，臀部長有獅尾，腰部以下為獅身的短髮女性。
琵絲（Peace，聲：小笠原早紀）
小精靈 （页面存档备份，存于）（Pixie ）的女性，和南西同樣有著有著妖精般的長耳朵和嬌小身型，背部長著蝴蝶般的紫彩雙翼，粉紅色頭髮和綠色雙眼的女性。是居於森林湖畔的小精靈，喜歡水果和花蜜，會為助人失敗而哭泣，不喜歡甜食。
琵拉緹（Pirati，聲：齊藤綾）
活動限定角色，吸血鬼族的女性，外型是蓄著金色雙馬尾長髮，紅色雙眼，穿著歌德蘿莉風格服裝，雙臂為紅色蝠翼的女性。喜歡像蝙蝠般懸吊在屋裡，為喜歡肉食類的雜食者。
寶菈（Paula，聲：[[]]）
八尺大人的女性，留著深藍色長髮，藍色雙眼，肌膚蒼白，身材高挑穿戴純白色的洋帽和洋裝。獨特笑聲是「ポポポ」，對宿主有異常執著。
昆茵（Queen，聲：夏怜）
女王蜂的女性，擁有半人半蜂的外型，為尋覓夫婿做為蜂族國王而參與留學交流。
奎絲（Quess，聲：下山田綾華）
女王史萊姆族的女性，擁有半透明粉紅色的女性外型，於史萊姆族裡擁有較高的知能。
庫酷璐（Qukuru，聲：的場加惠）
羽蛇神魁札爾科亞特爾的女性，外型為銀髮綠眼的女性，雙臂為火紅色翅膀，下半身為紅色蛇身。興趣是種植家庭菜園的素食主義者。
菈恩（Ran，聲：森島亞里沙）
傑克南瓜燈的女性，擁有紫髮金眼，淡紫色肌膚的女性，平常沒有實體，僅有經過她允許的對象始能觸碰到她。
蕾亞（Rea）
陸行種哈耳庇厄的女性，留著藍色短髮，雙臂字肘關節起始為白色的短翼，足部為強壯的鳥爪。因為雙翼退化所以無法飛行，但能在陸地高速馳騁。
靈（Rei，聲：淺川悠）
幽靈的女性，擁有白色長髮和藍色雙眼，肌膚蒼白，身體呈現半透明狀態，僅著破損牛仔褲的女性。可運用自身念力引發騷靈現象。
雷姆（Rem，聲：河瀬茉希）
格雷姆林 （页面存档备份，存于）的女性，頭部長著獸耳，外型似孩童的淺朱色頭髮女性。性情極度嗜睡，對古昔迄今的機械（尤其是飛行機）抱有濃厚興趣。
莉雅朵（Riado，聲：無）
樹妖的女性，頭部長著樹葉，足部為植物根的女性。
羅艾（Rohe，聲：淺川悠）
食人鬼的女性，頭部長著兩角，紅色肌膚，蓄著銀色短髮，擁有中性的外型和打扮，身材高大，個性纖細。稱呼宿主「人類（人間くん）」。
蘿絲緹（Rosty，聲：東城日沙子）
冰霜精靈的女性，全身由冰雪組成，擁有令指定事物凍結的能力。為消除外界對自身種族的惡評而前來人類社會留學。
露蓓洛（Rubero，聲：阿部玲子）
地獄三頭犬刻耳柏洛斯的女性，本作外型為蓄著深紫色長髮，頭部長有犬耳，肌膚蒼白，雙手為兩條小狗，尾部為青色的蛇的女性。主導人格為人型身軀的頭部，雙手的小狗亦有各自的性格。
路卡（Ruca，聲：大久保藍子）
獸人族的女性，擁有綠色肌膚和尖耳，體態強壯，左胸有著「Emeth」紋身的長髮女性。有著驚人食量。
露迪（Rudi，聲：喜多かりん）
活動限定角色，芭絲特族的女性，擁有半人半貓的外觀和深色的肌膚。司掌豐饒和性愛，會藉著舞蹈為人祈福。
露朵璐（Rudoru，聲：無）
狼頭人（Kobold）的女性，有著半人半狼的外觀，綁著褐色馬尾，身著運動服的女性。
露伊（Rui，聲：戶板優依）
罕見的熱帶魚人魚族的女性，腰部以下為藍色魚身。個性溫和，非常喜歡自己的外觀和在乎美容。
露絲（Rus，聲：井澤詩織）
雙頭犬的女性，希臘神話中為擁有兩個首級的犬怪。本作形象為有著半人半犬的外觀，左手前端為小狗奧托（Oto），長有蛇尾的女性。說話自稱「わたし」和「オレ」，個性害羞不易相處，手部的小狗卻十分樂意在其身陷麻煩時幫助她。。
薩琪（Saki，聲：山口瑞）
長者惡魔的女性，頭部長有卷曲羊角，背部有黑色蝠翼和末梢為心型的尾部。喜歡攝取男性的生氣。
莎拉（Sala，聲：笹本菜津枝）
四大元素精靈的火精靈沙羅曼達的女性，有著紅色的中長髮和雙眼，擁有蜥蜴的鱗片和尾巴的女性。居住於熔岩之中，非常討厭水。
佐佐美（Sasami，聲：樹元オリエ）
座敷童子的女性，外形似人類女童，有著黑色長髮和黑底紅瞳的雙眼，穿著紅色和服的少女。個性安靜無口，喜歡玩手鞠球。
靜香（Shitsuka，聲：[[]]）
鴉天狗族的女性，黑色短髮，紅色肌膚，金色雙眼，背部有黑色雙翼的女性。
希（Sea，聲：羅弘美）
海蛇族的女性，上半身為留著淺藍色波浪長髮和深藍色雙眼的女性，下半身為藍色蛇身。個性自視甚高，說話自稱「私様(わたくしさま)」，喜歡親近水，可於水裡自由活動。
賽茵（セイン）
海妖塞壬的女性，外型溫柔文靜，淡紫色的頭髮，水藍色的雙眼，配戴珊瑚和貝殼的髮飾，腰部以下為雙股藍色魚身。個性文靜有禮，擅於歌唱。
夏亞（Shaia）
重量種半人馬族的女性，留著綁成馬尾的波浪金髮，橘色雙眼，身著重鎧，腰部以下為馬身的女性。
莎倫（Sharon）
活動限定角色，羊人族的女性，有著半人半羊的外貌，粉色波浪長髮和金色雙眼的女性。
希艾娜（Shiana，聲：笹本菜津枝）
活動限定角色，梅杜莎族的女性，有著綁成雙馬尾的黑色蛇髮，紅色雙眼，腰部以下為黑色蛇身的女性。
希諾洽（Shinotcha，聲：谷口夢奈）
居住在北海道的大地精靈克魯波克魯的女性，身型僅有30公釐，留著黑色短髮，穿著阿伊努族風格服飾，手邊常駐蕗葉。個性溫和害羞，喜歡作曲。
希蕾（Shire，聲：小笠原早紀）
薩堤爾的女性，擁有山羊的雙角和足部的女性。擁有強烈性慾，但因為他種族交流法不能和人類發生性行為，所以將注意力轉移至從事酪農。因為足部的構造，所以可輕易於山崖行動。
西特莉（Sitri，聲：谷口夢奈）
活動限定角色，惡魔族的女性，綁著桃紅色雙馬尾和金色雙眼，褐色肌膚的女性。擁有催眠能力，喜歡巧克力和惡作劇。
西虎（Sya Hu，聲：[[]]）
四神獸白虎的女性，有著半人半白色老虎的外貌，白色頭髮，藍色雙眼，配戴紅框眼鏡的女性。個性看似高自尊，但有溫和可人的一面。為守護西方兼司掌秋的神獸。象徵五行為「金」。
蘇菲亞（Sophia，聲：阿部玲子）
巴風特的女性，長有捲曲羊角和羊耳，灰色長髮和紫色雙眼，背部有黑色雙翼，足部為羊蹄，武器為手持的大斧。為早期的重金屬音樂的樂迷。
蘇西（Suzie）
化貓的女性，綁成雙馬尾的銀灰色短髮，紅色雙眼，半人半貓的女性。
塔塔凱（Tatake，聲：石桓奈美子）
化狸的女性，擁有貍貓的四肢、毛皮、尾部，粉色頭髮和雙眼的嬌小女性。個性高傲。
特里歐斯（Terios，聲：宮本茉奈）
牛人族的女性，身著牛仔風格的短衣裝。稱呼宿主「オーナー」，性格不拘小節且好戰。
緹婭菈（Tiarra，聲：藤田彩）
活動限定角色，四大元素的地精靈地精的女性，體型矮小，頭戴尖紅帽，淡紫色的長髮和雙眼，雙臂和雙腿包覆著黃紅雙色的礦石，手持礦槌的女性。擁有豐富的礦石知識，被稱做「大地賢者」。
緹托（Tito，聲：成瀨未亞）
塞爾凱特的女性，上半身為擁有黝黑肌膚，紅髮紅眼的少女，下半身為黑色蠍身。因為擔心別人會被附著蠍身的細菌感染，所以盡可能不讓其他對象觸碰其蠍身，蠍尾的刺針擁有劇毒。
托勒帕絲（Tolepas，聲：山田瑞）
牛身妖瞳怪 （页面存档备份，存于）（Catoblepas）的女性，牛身妖瞳怪在埃塞俄比亞傳說中形象為擁有牛的身軀，視線足以讓目擊者致死的妖怪。在本作中則是擁有半人半牛的外貌，蓄著金色短捲髮，配戴眼鏡的巨乳女性。因為自己的眼睛引發的意外事故，導致性格不開朗。
曾（Tsen，聲：成瀨未亞）
輕量種半人馬的女性，上半身為粉色短髮和碧色雙眼的女性，下半身為馬身的女性。說話習慣自稱「ぼく」，對宿主稱呼「主人君」，性格天真活潑，對宿主忠誠。
烏妮（Unyi）
棕精靈布朗尼族的女性，身高110公分，深紅色頭髮，橘色雙眼，膚色微棕的女性。為常駐在人類住家的掃除精靈，經常在人類未察覺時自動清掃住宅。
薇兒（Were，聲：戶板優依）
化貓的女性，擁有貓耳和貓的四肢前端，臀部長有貓尾的短髮女性。說話自稱「ニャー」，言談間會參雜「～にゃ」的口癖，肉食習性。擅長狩獵，熱愛特攝片，為了參觀特攝片拍攝前來日本交流，甚至會獨佔電視觀賞節目。
薇涅特（Were，聲：[[]]）
貓妖精（Cait Sith）的女性，半人半貓，粉紅色長髮和藍色雙眼的女性。
妖子（Youko，聲：淺川悠）
九尾狐族的女性，外型妖艷成熟，喜歡抽菸。
雪（Yuki，聲：大久保藍子）
雪女族的女性，擁有白藍色漸層的長髮和紫色雙眼。原本居於雪山的屋裡，過著寂寞的生活，後來抵達人類社會進行交流，可凍結身邊觸及的事物。

## 備註
1. ↑  2.動畫OAD版健身房篇，則出現蘇被拉克涅拉用健身器材的繩索綑綁的錯誤設定
2. ↑  另外在漫畫彩色特別篇「自拍篇」，學習自拍的同時也產生喜愛幻想自己被拿私密照威脅情節的嗜好。
3. ↑  3.漫畫第45話和第46話，梅洛說明來留主家成員前往溫泉區旅遊的房屋翻修期間，母親動用權力和資金於改裝後的來留主家地下室特別擴建大型地下室水域宮殿，來留主家因此增設類似人魚王國的機關設備。
4. ↑  例如漫畫彩色特別篇「自拍篇」被米亞和梅洛的自拍行為影響，拍攝僅披掛圍領巾的裸體圍巾自拍照。